# Liste de musées aux Pays-Bas
Pour les autres articles nationaux ou selon les autres juridictions, voir Liste des musées par pays.
Cet article présente une liste non exhaustive de musées aux Pays-Bas classés par province, puis par commune.

## 

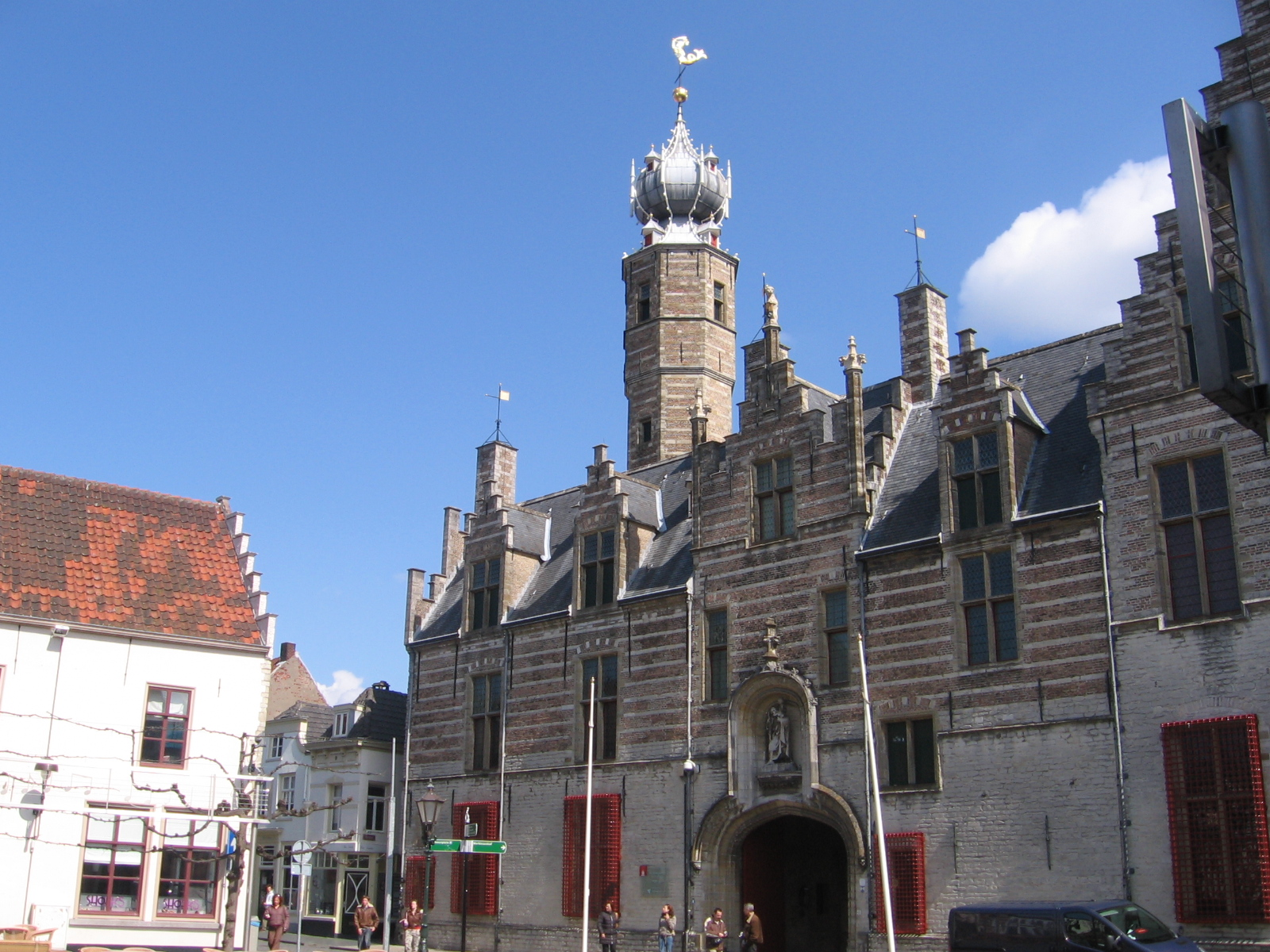
La Cour des marquis à Berg-op-Zoom.

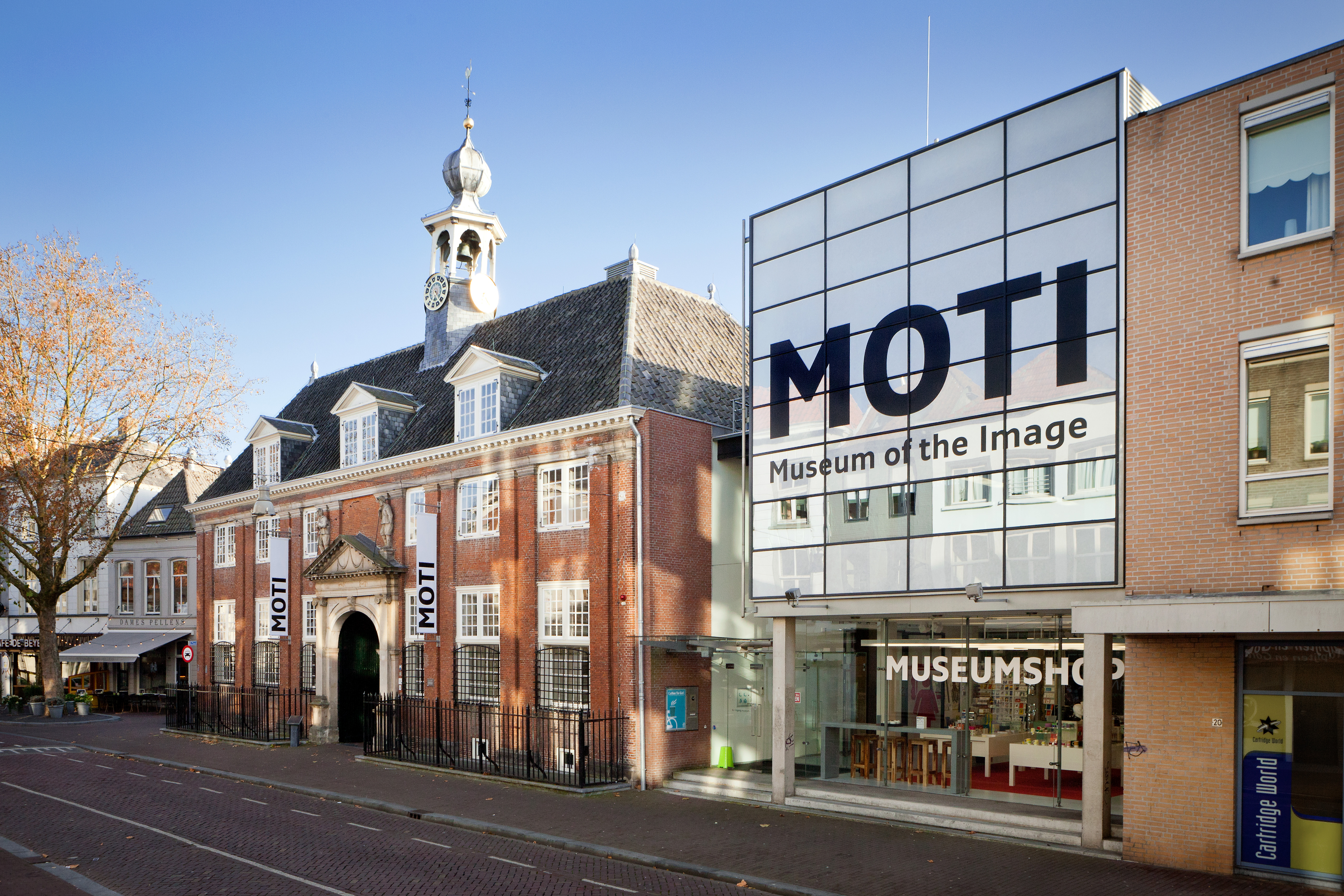
Le musée de l'image à Bréda.

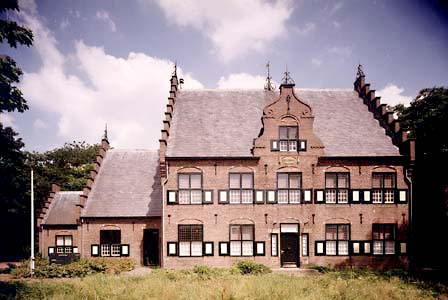
Le musée De Wieger à Deurne.

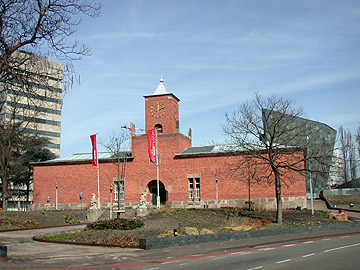
Le musée Van Abbe à Eindhoven.

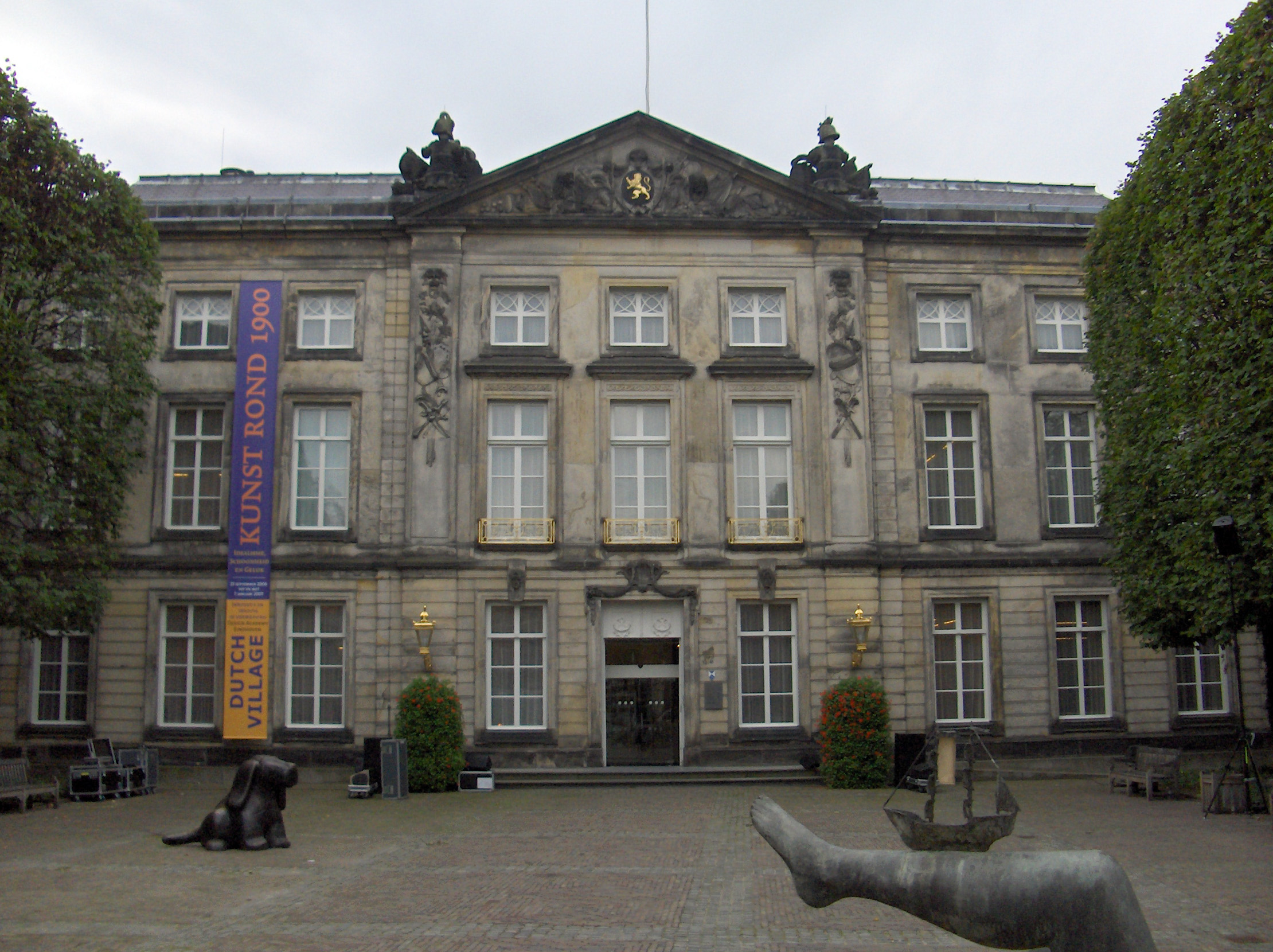
La façade du musée du Brabant-Septentrional à Bois-le-Duc.

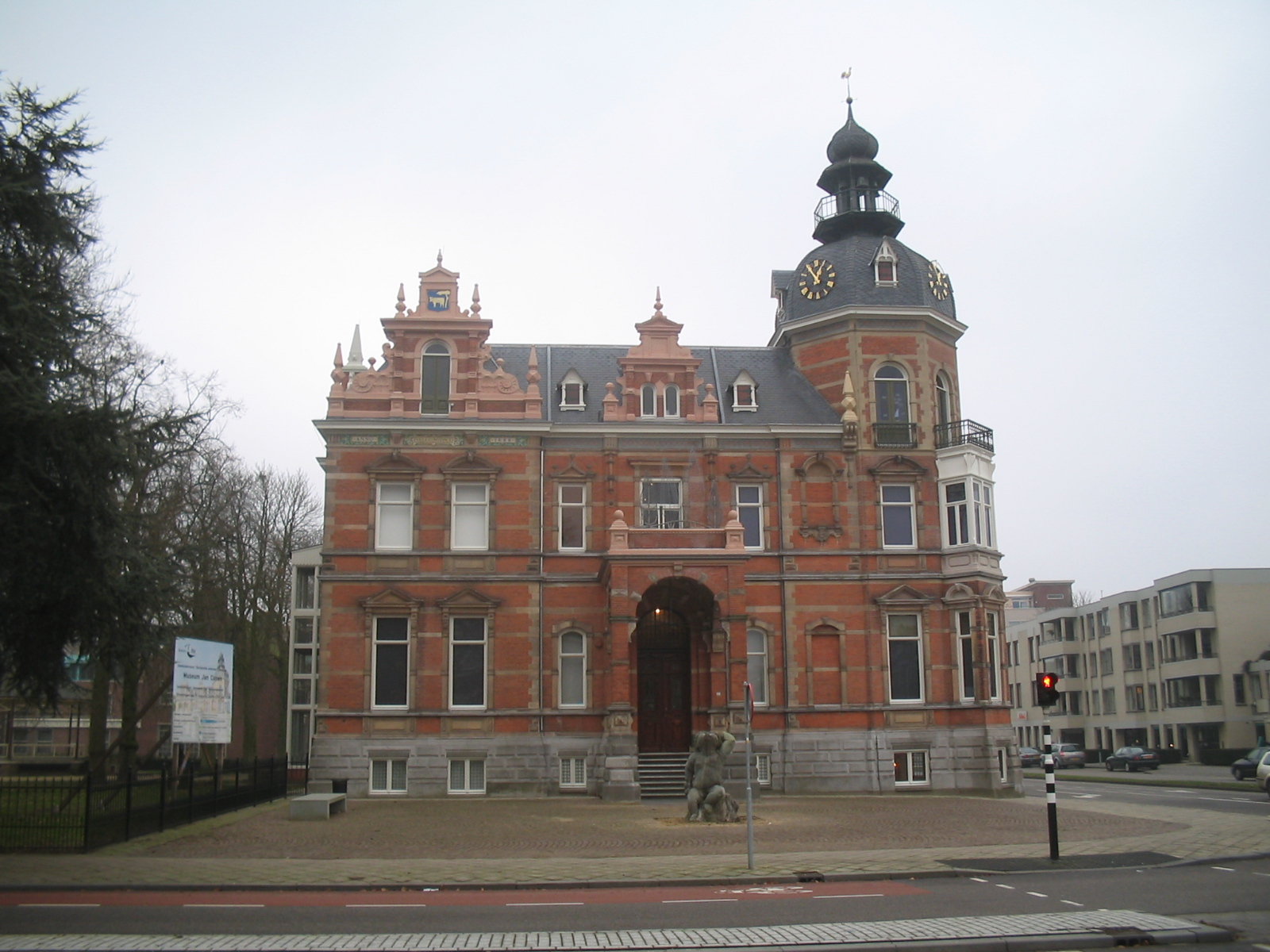
Musée Jan Cunen à Oss.

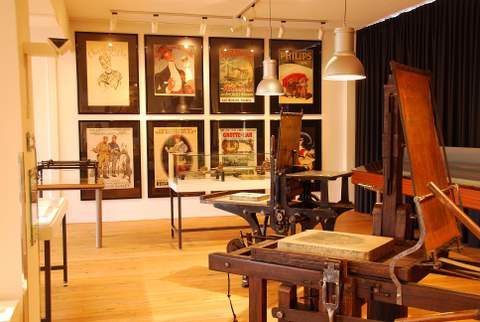
Musée de la lithographie à Valkenswaard.

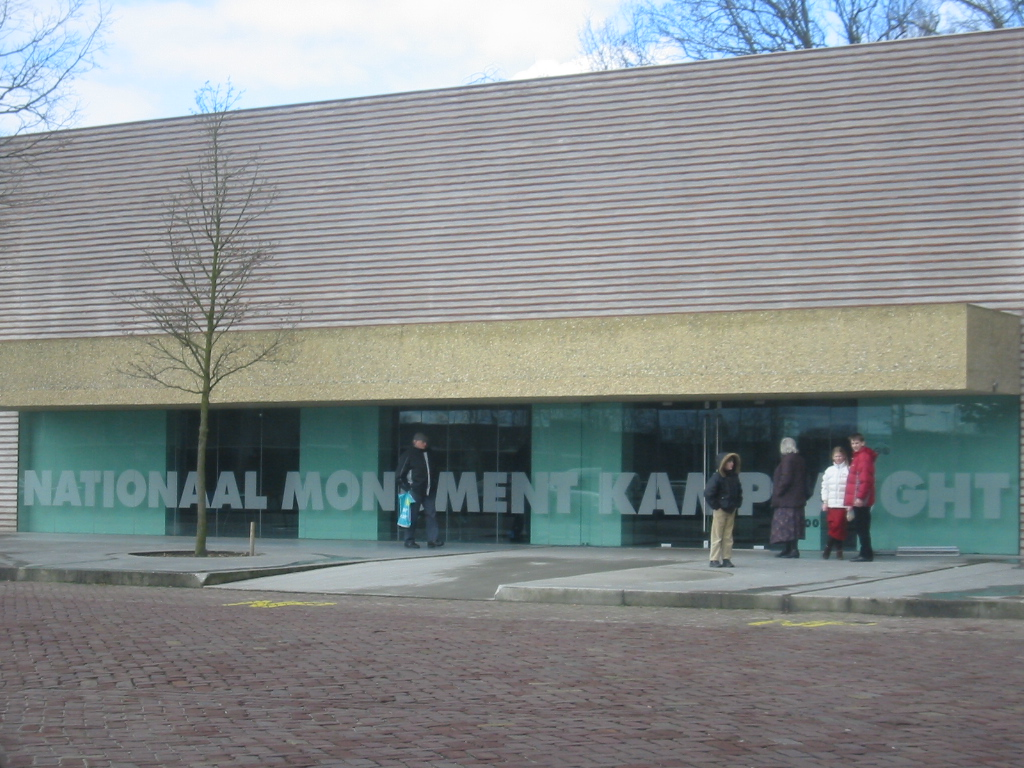
Monument national du camp de concentration de Herzogenbusch.

## Brabant-Septentrional

### Asten
- Musée national du carillon
- Musée national Klok & Peel

### Berg-op-Zoom
- Cour des marquis (nl)

### Bernheze
- Château de Heeswijk, situé à Heeswijk-Dinther
- Musée de la maison de poupée (Poppenhuismuseum), situé à Heesch

### Best
- Musée de sabots De Platijn (nl)
- Musée Bevrijdende Vleugels (nl)

### Bois-le-Duc
- Autotron, situé à Rosmalen
- Centre d'art Jérôme Bosch (nl) (Jeroen Bosch Centrum)
- Het Oeteldonks Gemintemuzejum (nl) (« musée communal d'Oeteldonk » en brabançon)
- Musée De Bouwloods (nl)
- Musée du Brabant-Septentrional (nl)
- Musée archéologique et paléontologique Hertogsgemaal (nl), situé à Gewande
- Musée Slager (nl)
- Musée urbain de Bois-le-Duc (nl) (Stedelijk Museum 's-Hertogenbosch)

### Boxmeer
- Musée de la guerre d'Overloon (nl), situé à Overloon

### Boxtel
- Musée de la préhistoire (nl)
- Musée du lavage et du repassage (nl)

### Bréda
- Musée du béguinage de Bréda (nl)
- Musée de Bréda (nl)
- Musée du Général Maczek (nl)
- Musée de la guerre et de la paix de Bréda (nl)
- Musée d'histoire locale Paulus van Daesdonck (nl)
- Musée de l'image (nl)
- Musée NAC (nl)
- Musée de Princenhage (nl)
- Musée de la publicité pour la bière (nl)

### Cranendonck
- WS-19, situé à Budel

### Cuijk
- Musée de Ceuclum (nl)

### Deurne
- De Wieger

### Dongen
- De Looierij (nl), anciennement musée Dongha

### Eersel
- De Acht Zaligheden (« les huit béatitudes »)

### Eindhoven
- Musée Van Abbe
- Centre de la lumière artificielle dans l'art (nl)
- Musée DAF
- Musée d'Eindhoven (nl)
- Musée Kempenland (nl)
- Musée Philips (nl)

### Etten-Leur
- Musée de l'imprimerie (Etten-Leur) (nl)
- Musée régional Jan Uten Houte

### Geldrop-Mierlo
- Musée du tissage de Geldrop (nl)

### Gemert-Bakel
- Musée de la Ligue des paysans (nl)
- 't Museumke, situé à Handel

### Helmond
- Musée communal de Helmond (Gemeentemuseum Helmond)

### Moerdijk
- Nationaal Vlasserij-Suikermuseum, situé à Klundert

### Oosterhout
- Musée de la boulangerie (Bakkerijmuseum (Oosterhout))
- Musée d'Oud-Oosterhout (nl)
- Musée de jouets « op Stelten » (nl)

### Oss
- Archive de ville d'Oss (nl)
- K26
- Musée Jan Cunen (nl)
- Musée du verre plat et de l'émail (nl), situé à Ravenstein

### Rosendael
- Musée Tongerlohuys (nl)

### Tilbourg
- Musée d'art contemporain De Pont
- Musée Scryption (nl)
- Musée d'histoire naturelle du Brabant (nl)
- Musée du textile

### Uden
- Musée de l'art religieux (nl)

### Valkenswaard
- Musée de la lithographie des Pays-Bas (nl)

### Vught
- Musée du génie (nl)
- Monument national du camp de Vught (Nationaal Monument Kamp Vught)
- Musée historique de Vught (Vughts Historisch Museum)

### Waalwijk
- Musée du cuir et des chaussures des Pays-Bas (nl)

### Werkendam
- Musée de la bakélite et du plastique (Bakeliet en Plastic Museum), situé à Hank
- Musée du Biesbosch de Werkendam (nl)

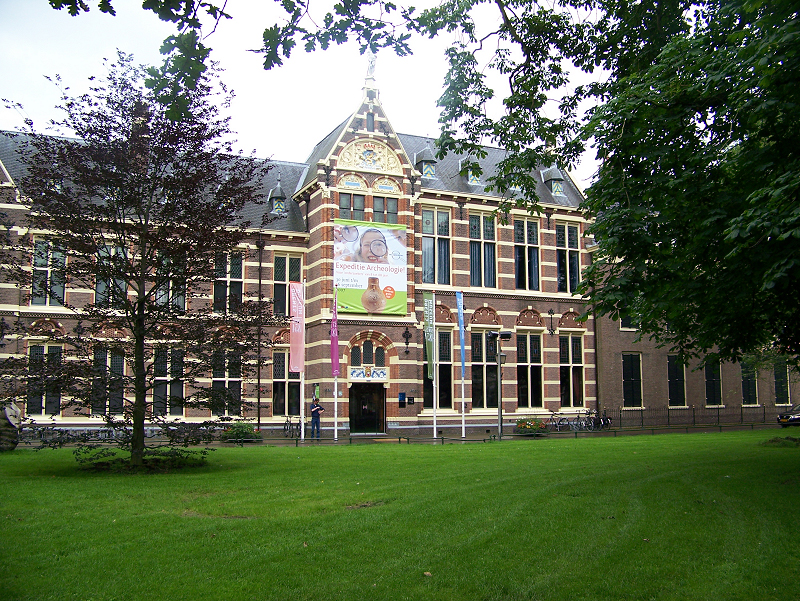
Le musée de Drenthe à Assen

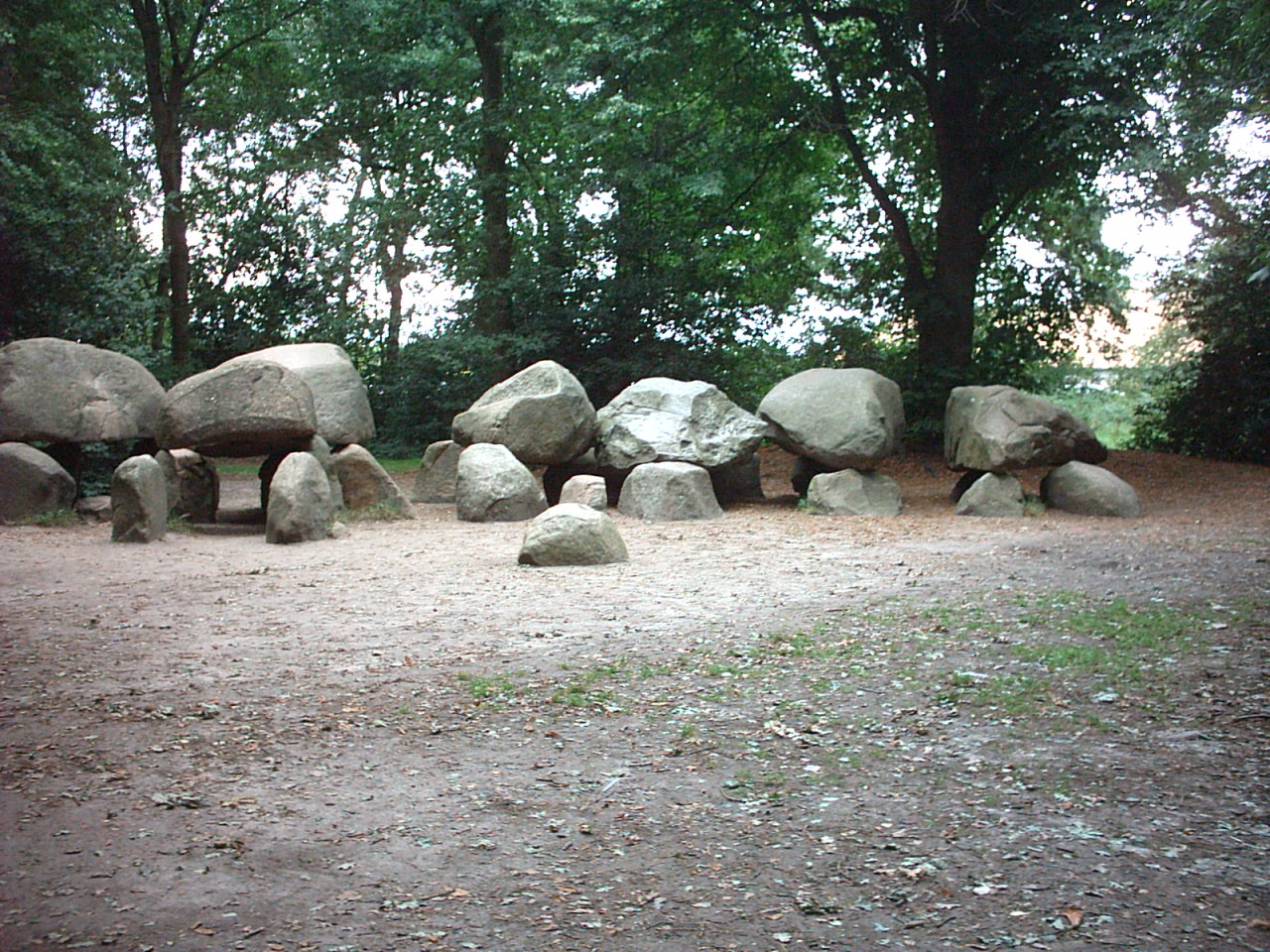
Des dolmens à Borger

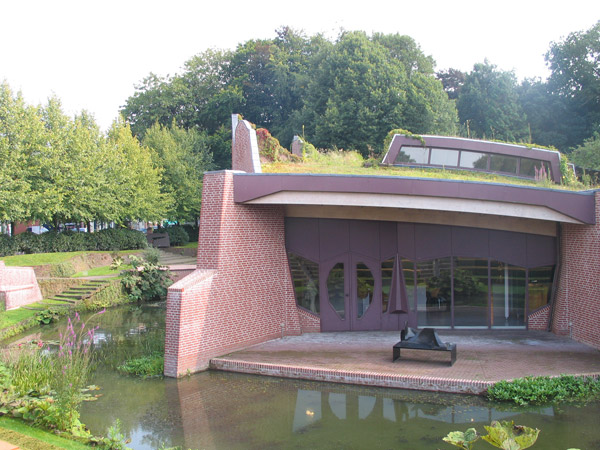
Le musée De Buitenplaats à Eelde

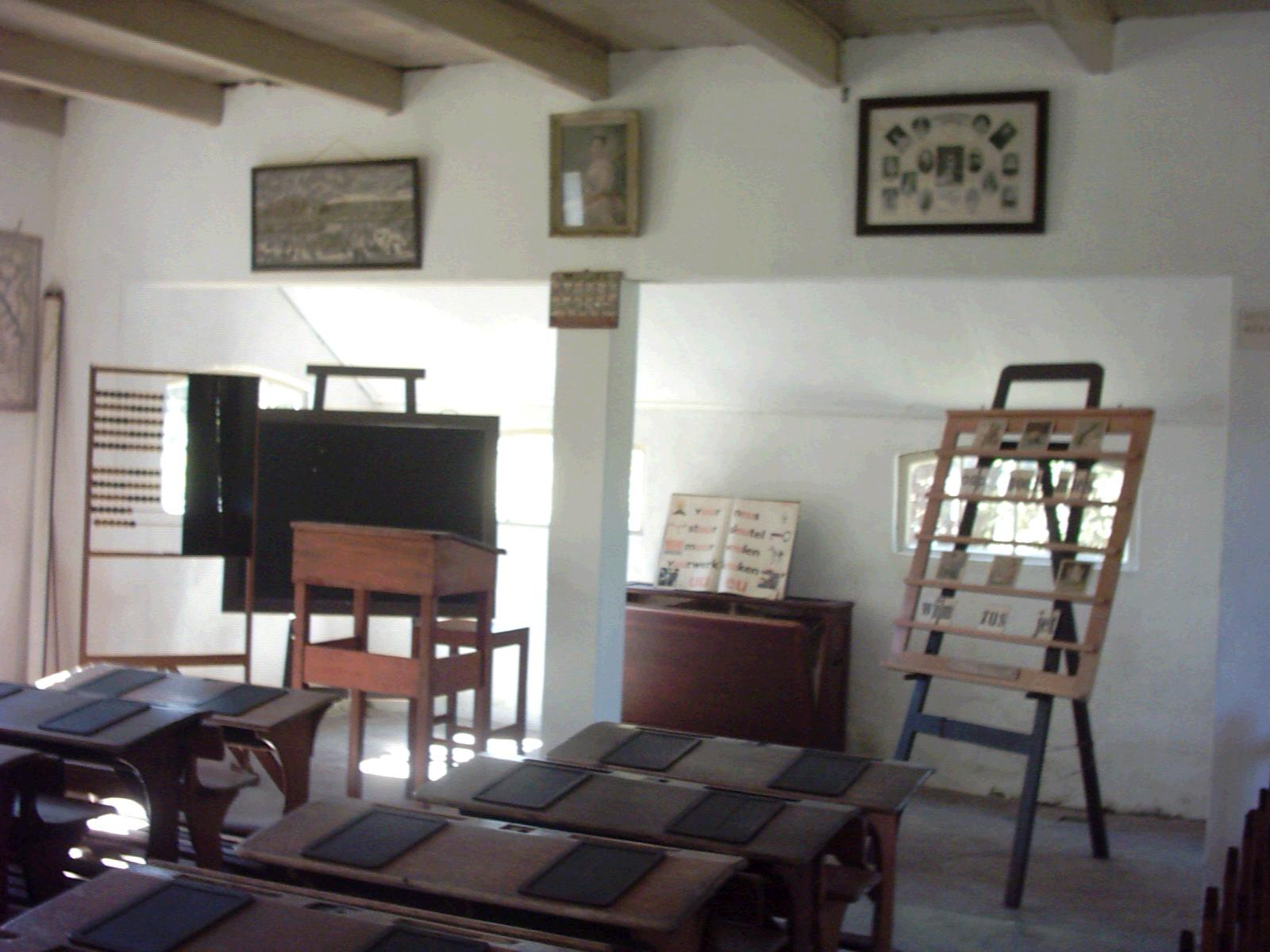
Le musée Ellert et Brammert à Schoonoord

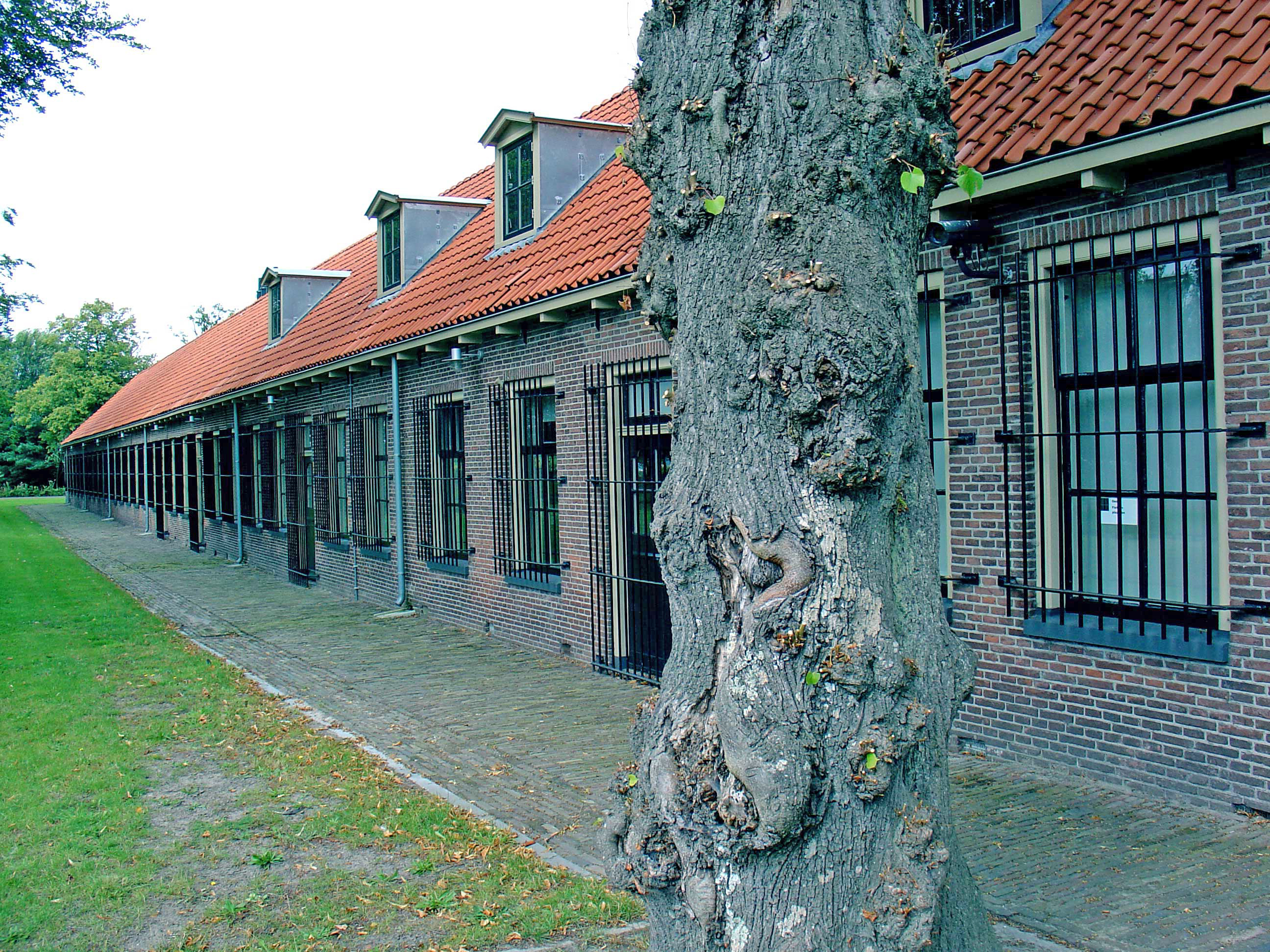
Le musée du prison à Veenhuizen

## Drenthe

### Aa en Hunze
- Musée régional Het Dorp van Bartje (Streekmuseum Het Dorp van Bartje), situé dans le village de Rolde

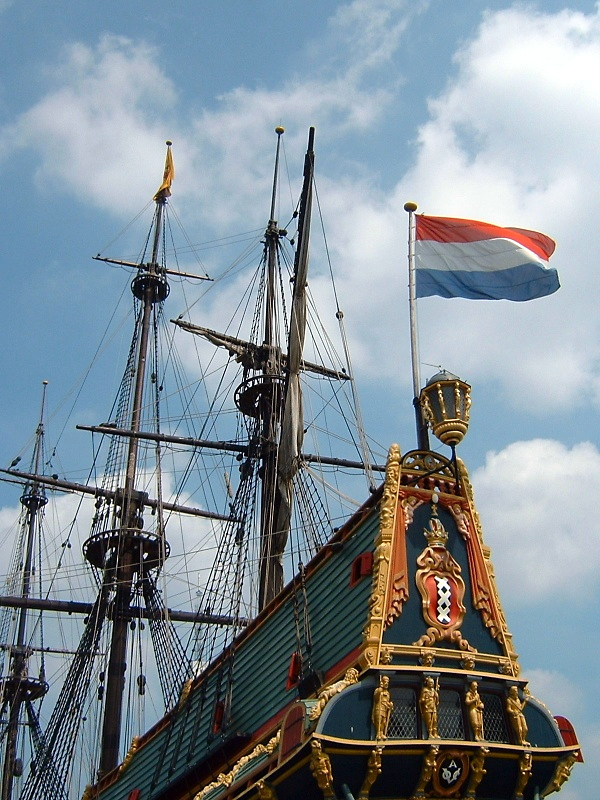
Le Batavia sur le chantier naval à Lelystad

### Assen
- Musée de l'orgue de Barbarie (Draaiorgelmuseum)
- Musée de Drenthe
- Musée des troupes de choc (nl)

### Borger-Odoorn
- Bebinghehoes, dans le village d'Exloo
- Centre des dolmens (nl), situé dans le village de Borger
- Ferme d'exposition Versteend Leven (Expositieboerderij Versteend Leven), situé dans le village de Drouwen
- Royal Goedewaagen (nl), situé dans le village de Nieuw-Buinen

### Coevorden
- Musée Ellert et Brammert (nl), situé dans le village de Schoonoord
- Musée urbain de Coevorden (nl) (Stedelijk Museum Coevorden)

### Emmen
- Musée de la voie étroite industrielle (nl), dans le village d'Erica
- Quelque part aux Pays-Bas 1939-1945 (Ergens in Nederland 1939-1945)
- Veenpark Wereld van Veen, situé dans le village de Barger-Compascuum

### Hoogeveen
- Musée De 5000 Morgen (nl)

### Meppel
- Musée de l'imprimerie (nl)

### Noordenveld
- Fondation musée néerlandais « Kinderwereld » (Stichting Nederlands Museum "Kinderwereld"), située dans le village de Roden
- Musée du prison (nl), situé dans le village de Veenhuizen
- Pavillon d'art (Kunstpaviljoen), situé dans le village de Nieuw-Roden

### Tynaarlo
- De Wachter, situé dans le village de Zuidlaren
- Musée De Buitenplaats (nl), situé dans le village de Eelde
- Musée international des sabots (nl), situé dans le village de Eelde
- Musée de Vosbergen (nl), situé dans le village de Eelde

### Westerveld
- Fondation Dwingels Eigen (Stichting Dwingels Eigen), dans le village de Dwingeloo
- Musée de cloches de Frederiksoord (Klokkenmuseum Frederiksoord), dans le village de Frederiksoord
- Musée De Koloniehof (nl), dans le village de Frederiksoord
- Musée de mer Miramar (Miramar Zeemuseum), situé dans le village de Vledder
- Musées de Vledder (nl), situé dans le village de Vledder

## Flevoland

### Almere
- Musée De Paviljoens (nl) : musée d'art contemporain ; fermé depuis le 1er juillet 2013

### Lelystad
- Parc à thèmes national de l'aviation Aviodrome : musée aéronautique
- Chantier de Batavia (nl)
- Musée national de l'espace (nl) (Nationaal Ruimtevaart Museum)
- Centre du patrimoine de la nouvelle terre (Nieuw Land Erfgoedcentrum)
- Dépôt national d'archéologie maritime (Nationaal Depot voor Scheepsarcheologie)

### Noordoostpolder
- Ferme Ferguson (Ferguson Farm), situé dans le village d'Espel
- Musée de Nagele (Museum Nagele), situé dans le village de Nagele
- Musée de Schokland (Museum Schokland), situé dans le village de Schokland

### Urk
- Musée L'Ancien hôtel de ville (Museum Het Oude Raadhuis)

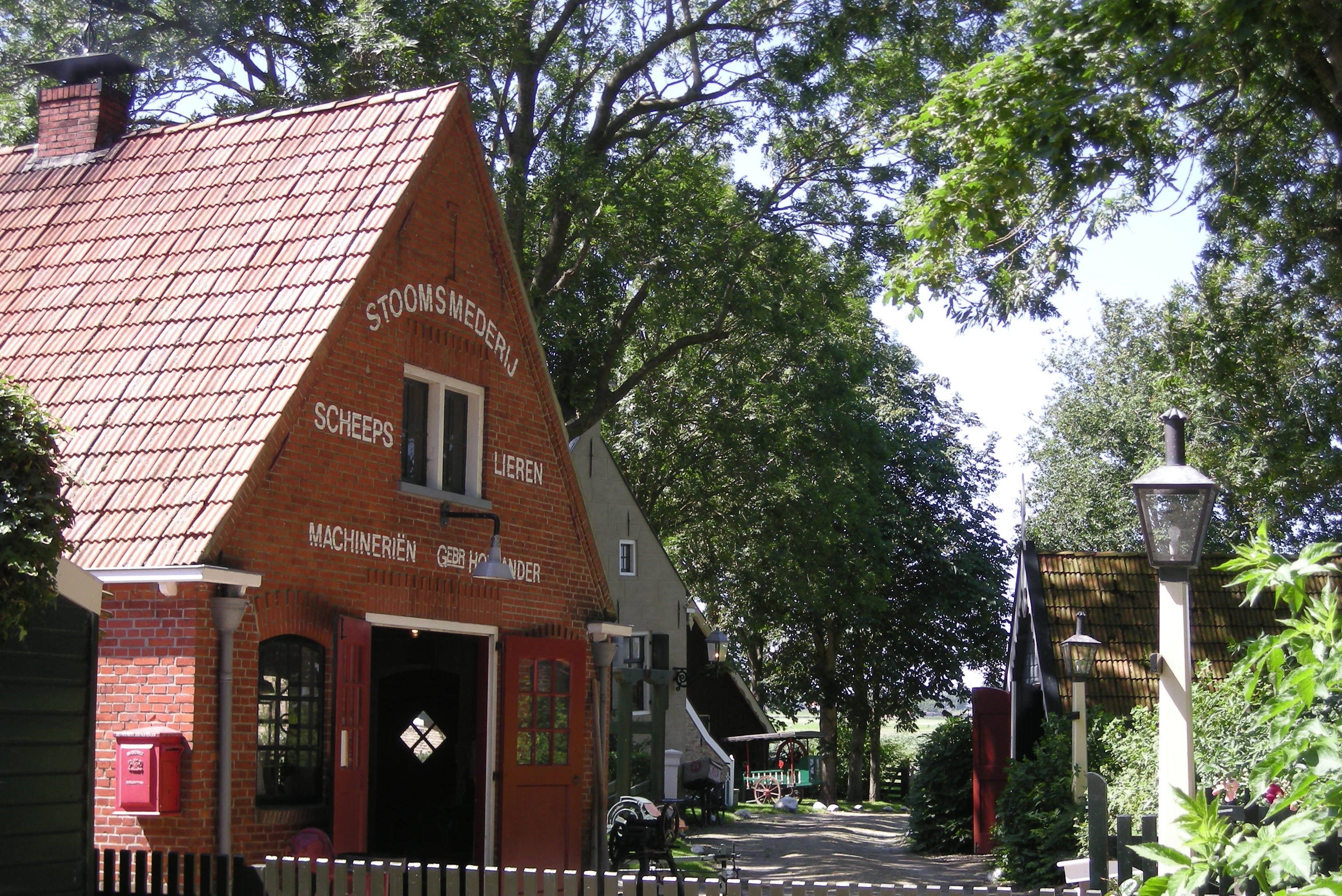
Allingawier Stoomsmederij

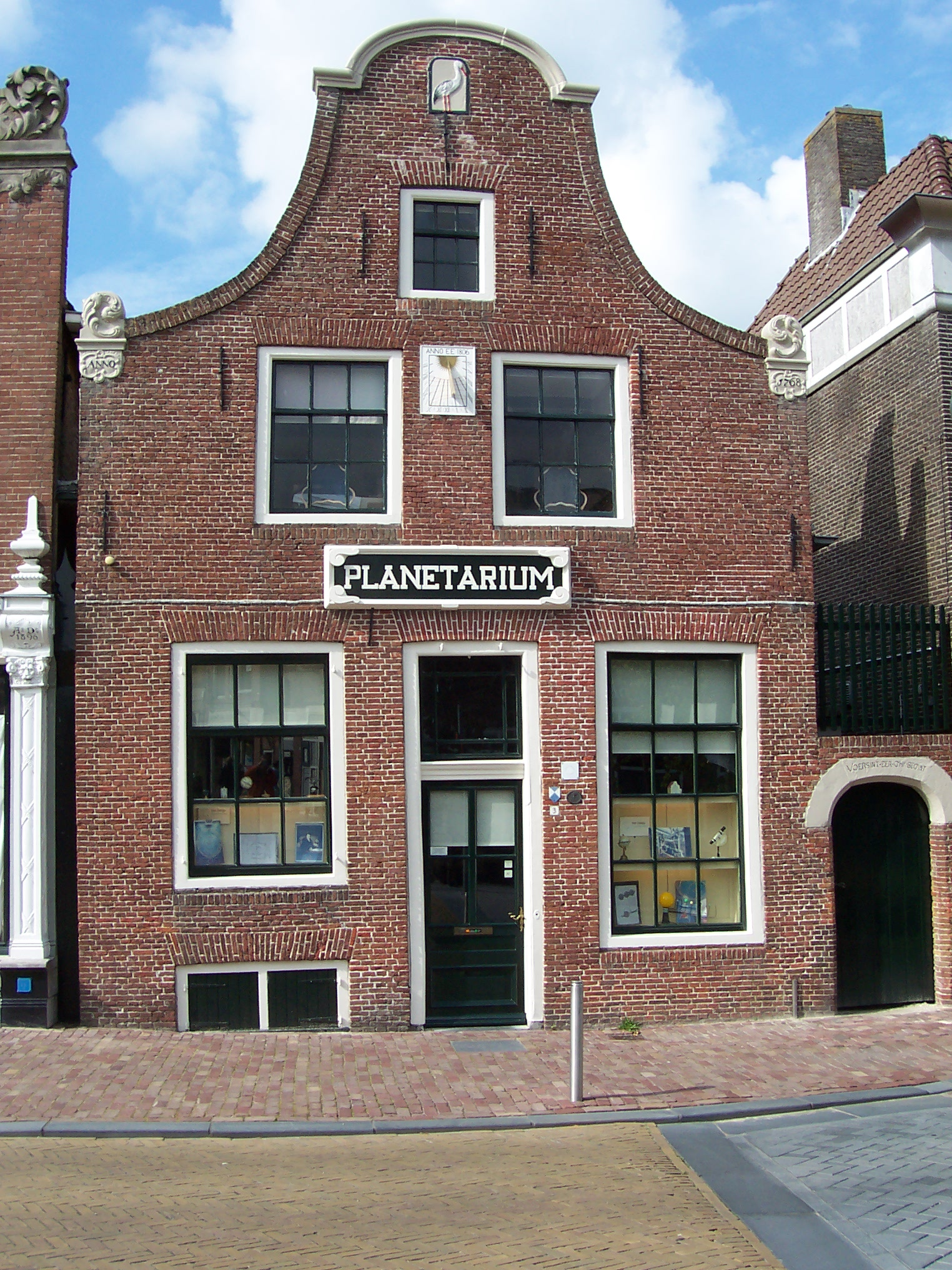
Franeker Planetarium Eisinga

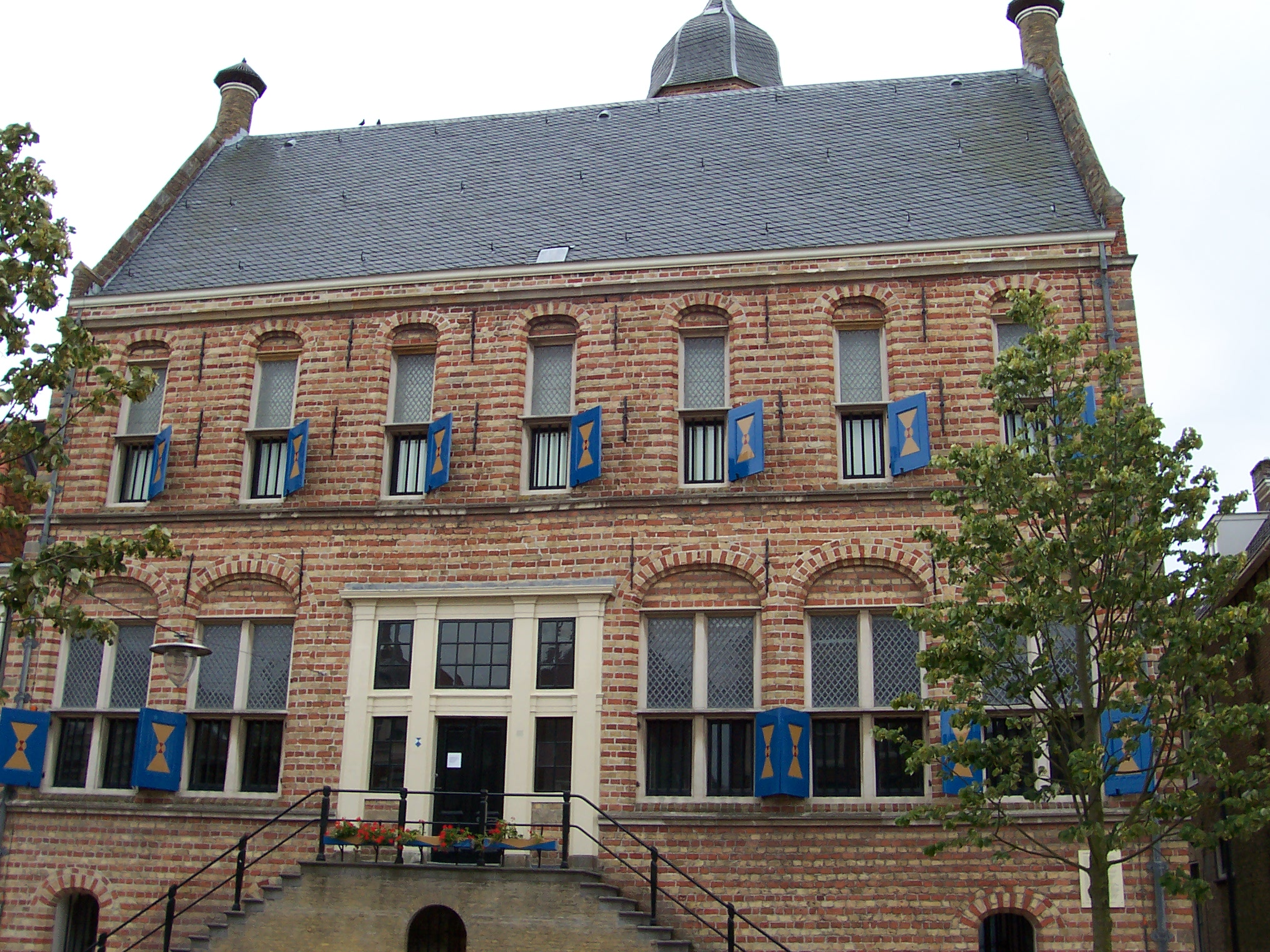
Franeker stadsmuseum Martena

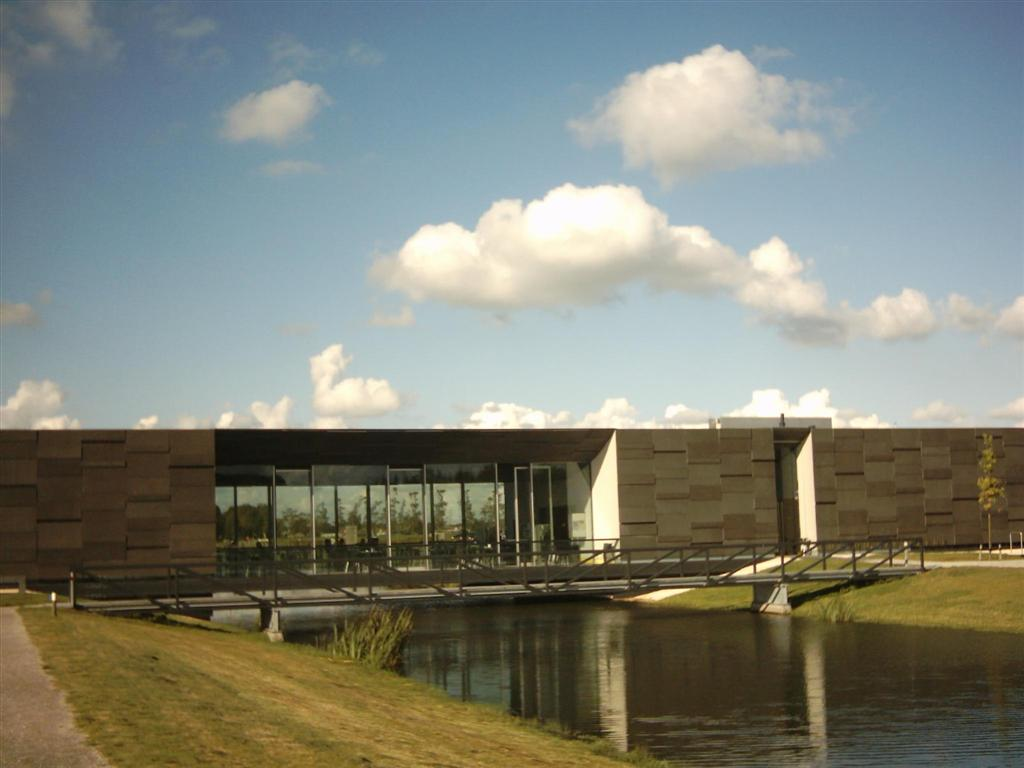
Heerenveen Musée du Belvédère

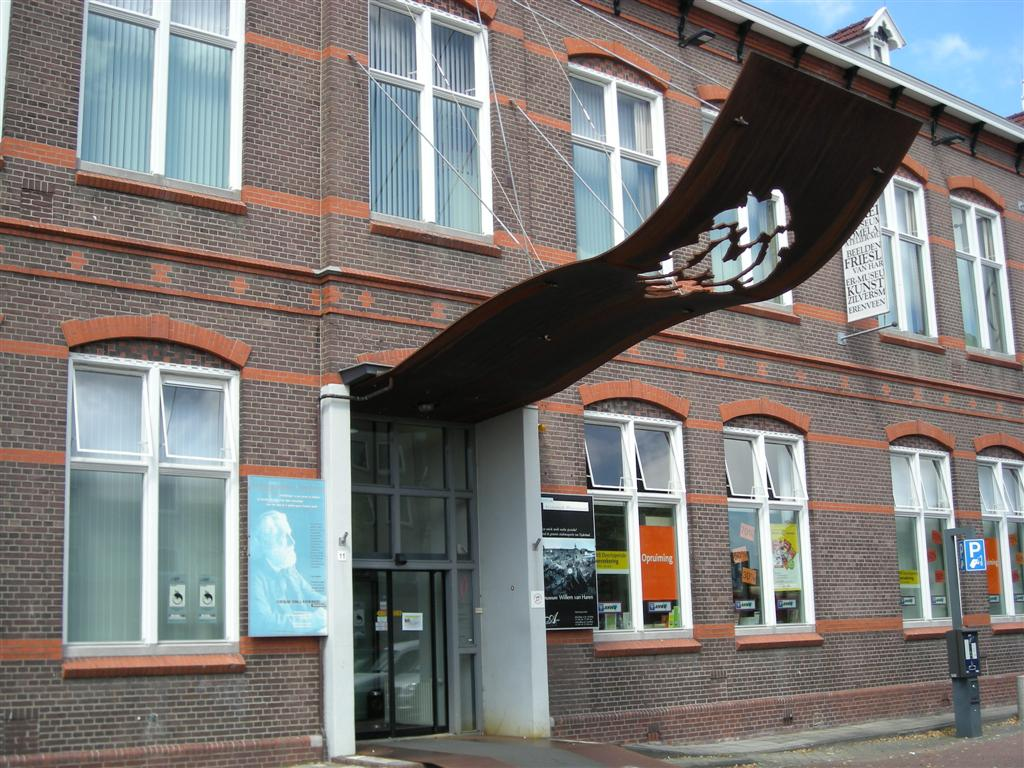
Heerenveen Musée Willem van Haren

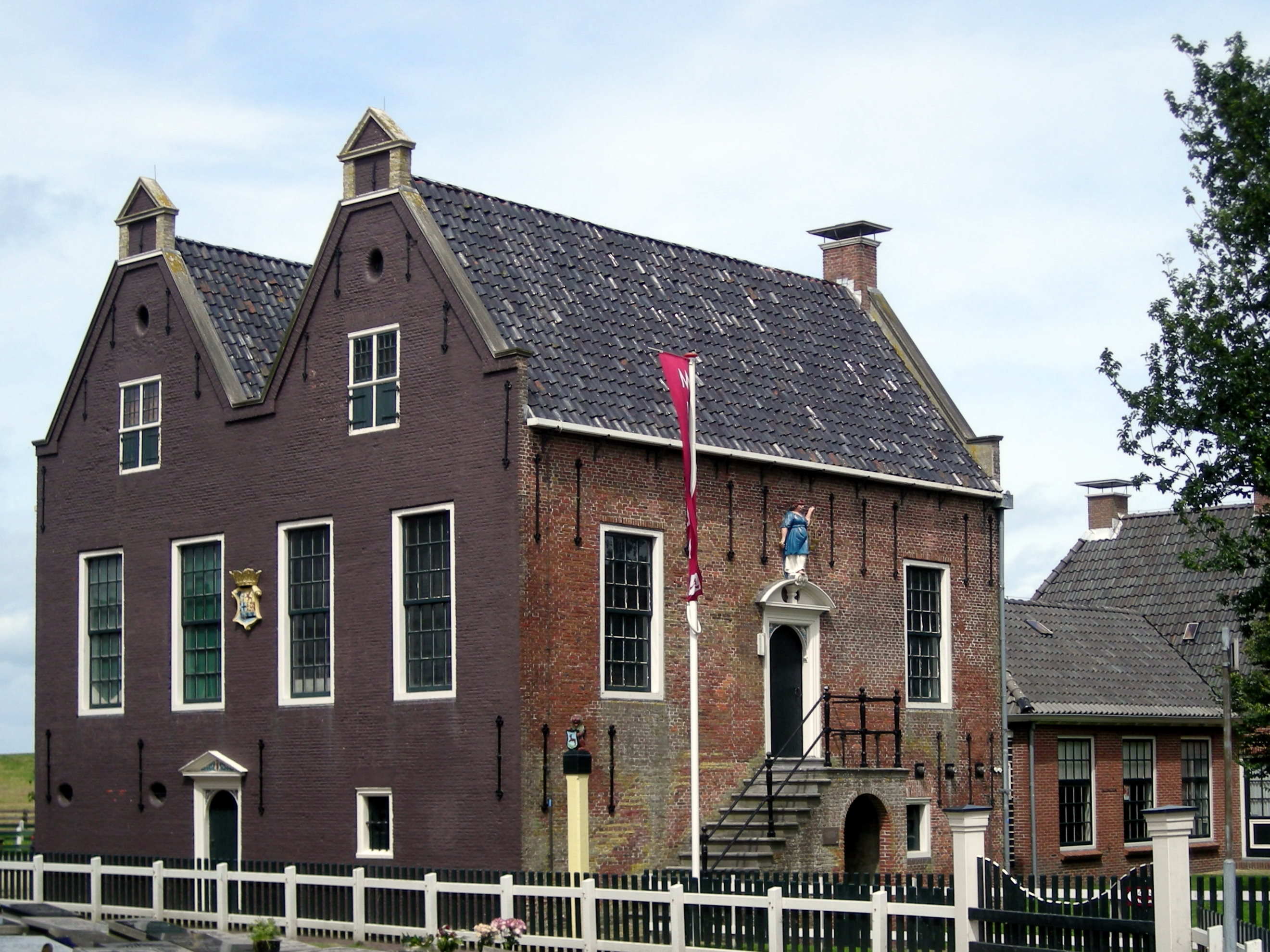
Hindeloopen Museum Hindeloopen

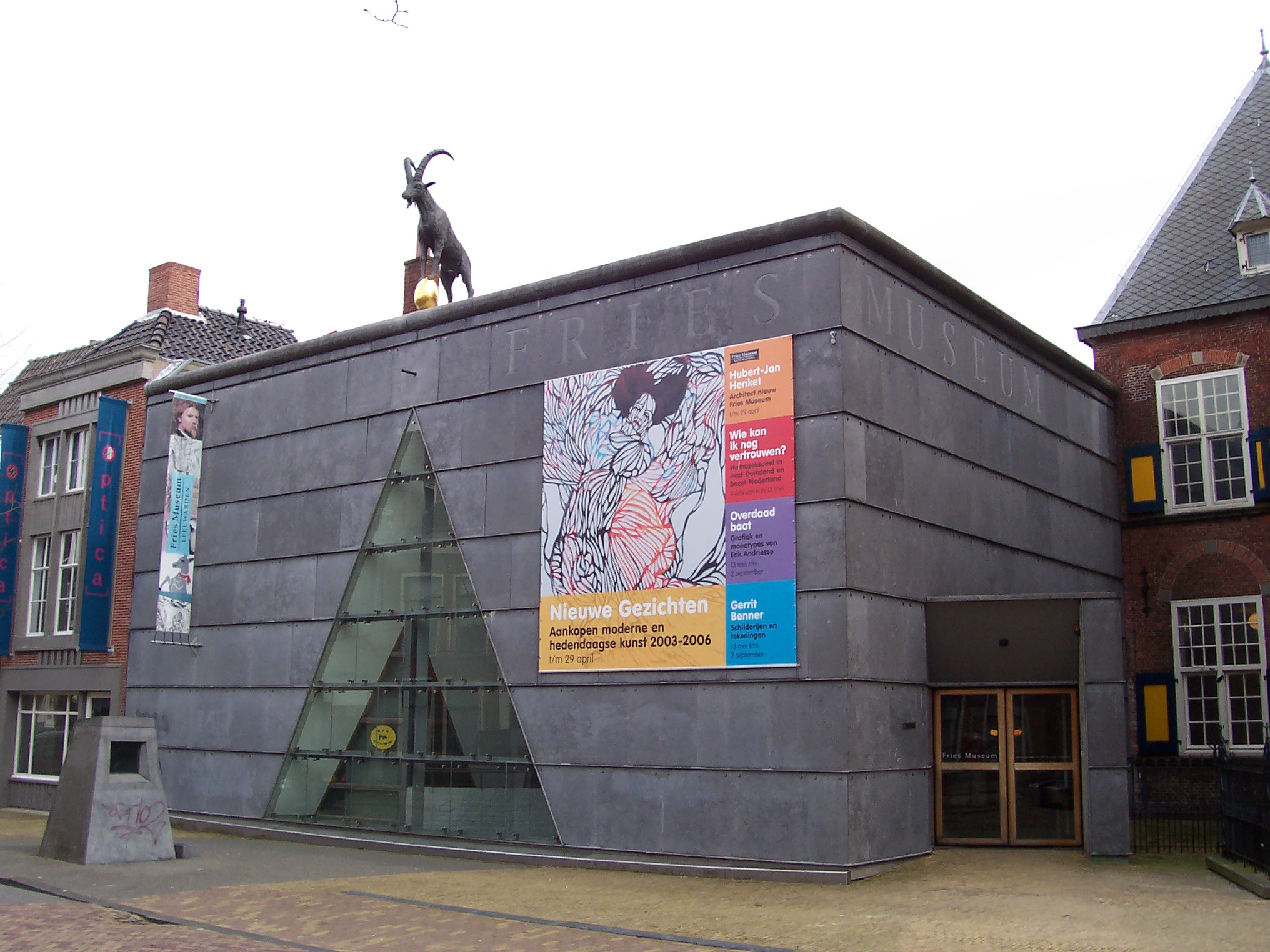
Musée de Frise

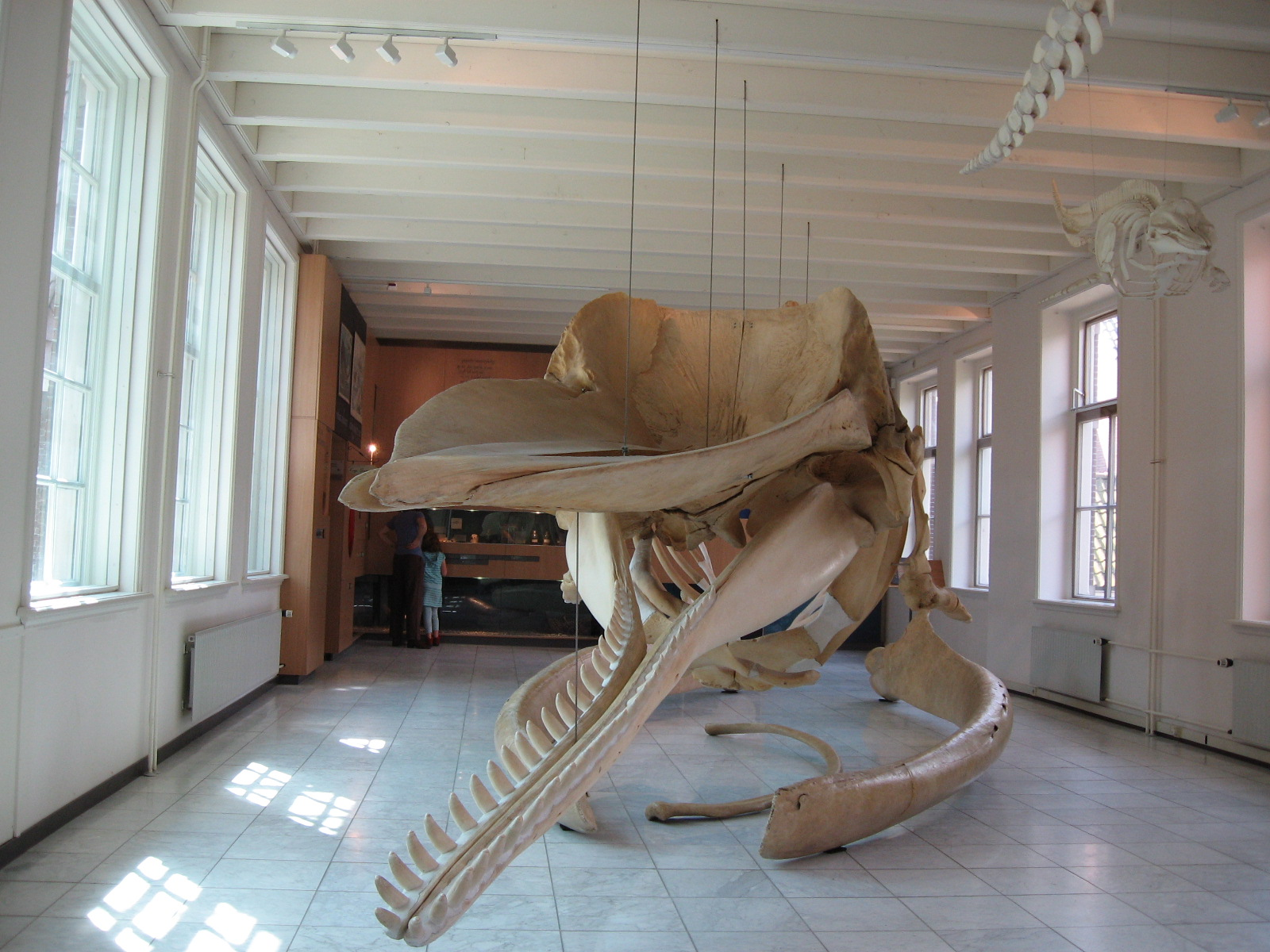
Musée d'histoire naturelle de Frise

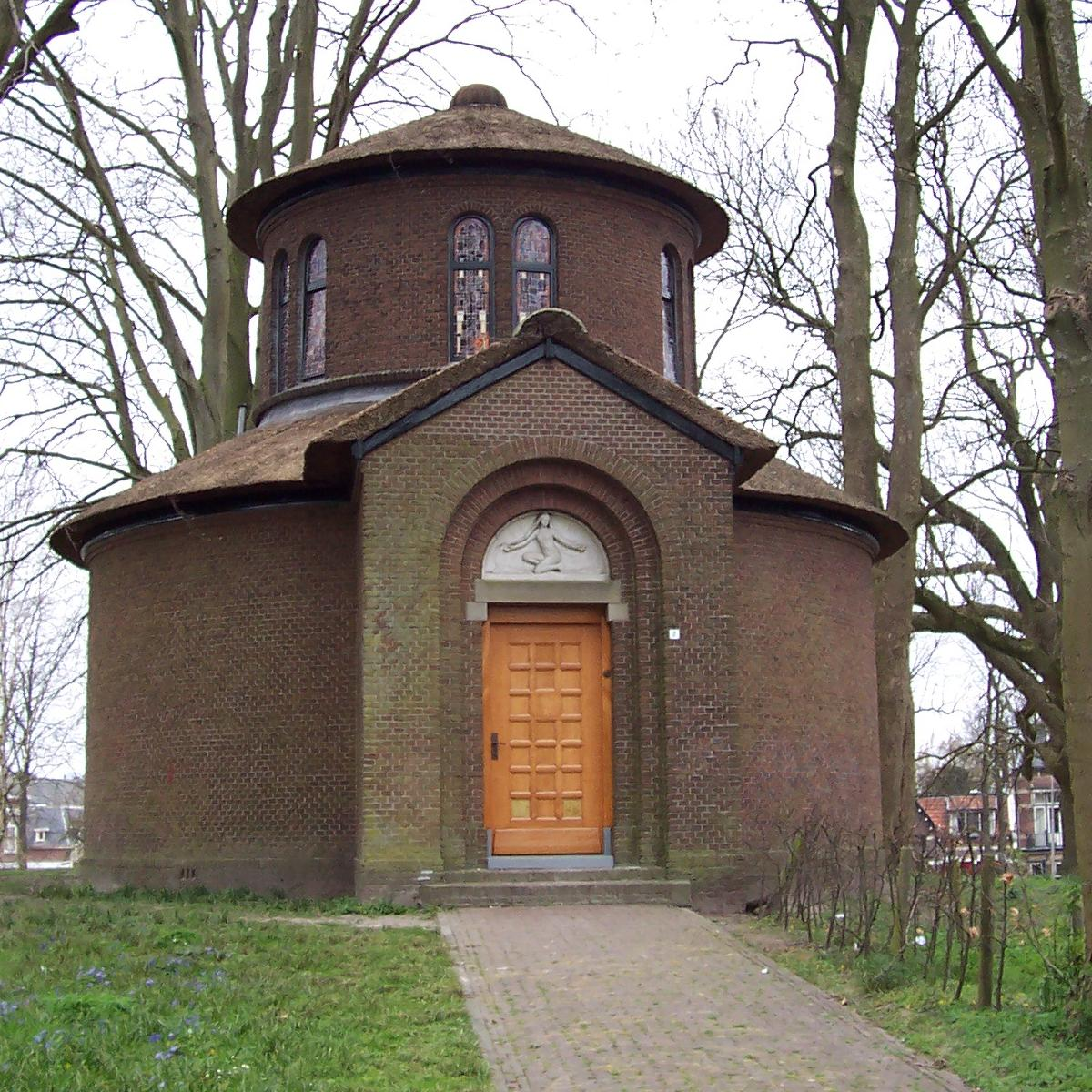
Leeuwarden Pier Pander Tempel

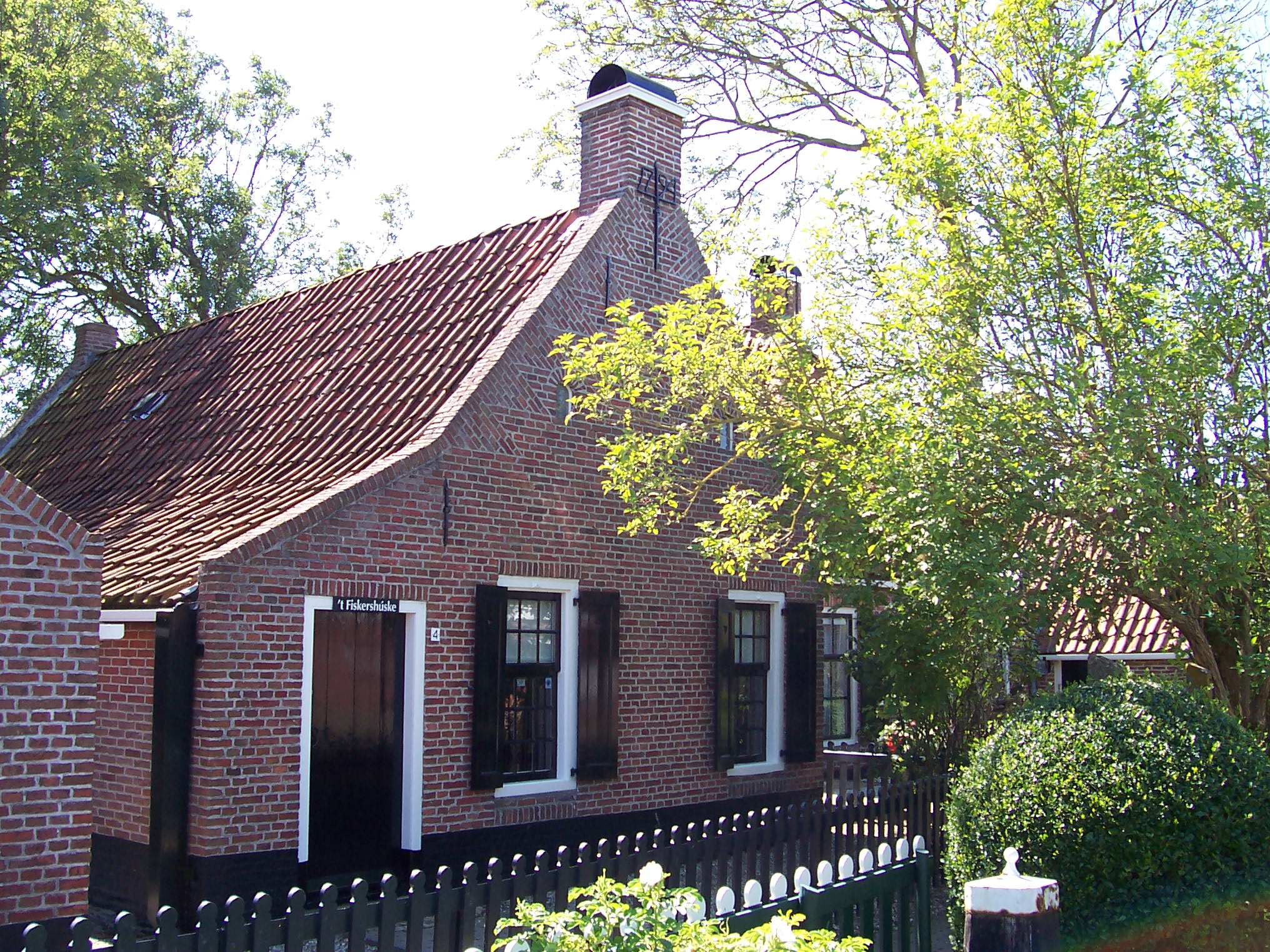
Moddergat Museum 't Fiskershúske

### Zeewolde
- Pavillon De Verbeelding

## Frise

### Ameland
- Abraham Fock, à Hollum
- Sorgdrager, à Hollum
- Swartwoude, à Buren

### Dongeradeel
- Museum het Admiraliteitshuis, à Dokkum
- Museum 't Fiskerhúske, à Moddergat
- Musée graphique de Frise (nl), à Dokkum

### Ferwerderadiel
- Ruurd Wiersma Hûs, à Burdaard

### Franekeradeel
- Duikmuseum Lemmer, à Lemmer
- Museum Martena, précédemment 't Coopmanshûs, à Franeker (Frjentsjer)
- Koninklijk Eise Eisinga Planetarium, à Franeker (Frjentsjer)

### De Fryske Marren
- Station de pompage à vapeur de D.F. Wouda, à Tacozijl
- Musée de Joure (nl), à Joure
- Musée des vaches (Koeienmuseum), à Nijemirdum
- Scheermuseum, à Bakhuzen
- Museum Stedhûs Sleat, à Sloten

### Harlingen
- Gemeentemuseum het Hannemahuis

### Heerenveen
- Oudheidkamer Uldrik Bottema, à Aldeboarn
- Musée du Belvédère (nl)
- Musée Willem van Haren (nl) incluant le musée F. Domela Nieuwenhuis

### Leeuwarden
- Centre de documentation et musée littéraire de Frise (nl)
- Musée de Frise (nl) (avec le musée de la résistance de Frise)
- Musée d'histoire naturelle de Frise (nl)
- Musée minéralogique, à Grou
- Musée Pier Pander (nl)
- Princessehof (nl) (keramiekmuseum)

### Leeuwarderadeel
- Dekemastate, à Jelsum

### Littenseradiel
- Bezoekerscentrum Uniastate, à Bears
- De striid tsjin it wetter, à Wommels

### Ooststellingwerf
- Culinair Historisch Kookmuseum, à Appelscha

### Opsterland
- 1e Nederlandse Opel Museum, à Tijnje
- It Damshûs, à Nij Beets
- Musée d'Opsterland (nl), à Gorredijk

### Schiermonnikoog
- Schelpenmuseum Paal 14

### Smellingerlân
- Musée de Drachten (nl), à Drachten

### Súdwest-Fryslân
- Aldfaerserf, à Allingawier
- Premier musée de patinage de Frise (nl), à Hindeloopen
- It Gysbert Japicxhus, à Boalsert
- Musée de l'agriculture de Frise (nl) (Frysk Lânbou Museum), à Eksmoarre
- Musée des casemates (nl), à Kornwerderzand
- Musée national du chemin de fer miniature (nl), à Sneek
- Musée Elvis Presley, à Molkwerum
- Musée de Hindeloopen (nl), à Hindeloopen
- Musée Jopie Huisman (nl), à Workum
- Musée maritime de Frise (nl), à Sneek
- Museum Kerkelijke Kunst, à Workum
- Museum Nooitgedagt IJlst, à IJlst
- Museum Warkums Erfskip, à Workum
- Ponthuus Toankamer, à Stavoren
- Us Heit, à Boalsert

### Terschelling
- Museum 't Behouden Huys, à West-Terschelling
- Visserijmuseum Aike van Stien, à West-Terschelling

### Tytsjerksteradiel
- De Stripe, à Earnewâld
- Streekmuseum Volkssterrenwacht Burgum, à Burgum

### Vlieland
- De Noordwester
- Museum Tromp's Huys

### Weststellingwerf
- Museum 't Kiekhuus, à Wolvega
- Oudheidkamer Weststellingwerf, à Wolvega

## Gueldre

### Apeldoorn
- CODA (nl)
- Musée de la police des Pays-Bas (nl)
- Palais Het Loo

### Arnhem
- Centre des arts visuels (nl)
- Maison d'histoire de Vitesse (Vitesse Home of History)
- Musée d'Arnhem (nl) (précédemment : le musée d'art moderne d'Arnhem)
- Musée de Bronbeek (nl)
- Musée historique d'Arnhem (nl) (fermé le 30 janvier 2012)
- Musée de l'eau des Pays-Bas (nl)
- Musée de la guerre de 40-45 d'Arnhem (nl)
- Musée de plein air des Pays-Bas
- Musée du trolleybus
- Musée du vin des Pays-Bas (nl)

### Culembourg
- Musée Elisabeth Weeshuis
- Musée Elvis Presley

### Ede
- Musée néerlandais des carreaux de faïence (nl), à Otterlo
- Musée historique d'Ede (nl)
- Musée Kröller-Müller, à Otterlo
- Museonder, à Otterlo

### Gorssel
- Musée MORE.

### Nimègue
- Maison de l'histoire de Nimègue
- Musée d'anatomie et de pathologie (nl)
- Musée d'histoire naturelle de Nimègue (nl)
- Musée du Valkhof (nl)
- Musée national du vélo Velorama
- muZIEum (nl)
- Tour des paveurs de rue (en) (Stratemakerstoren, utilisée comme musée depuis 1995)

### Renkum
- Château de Doorwerth (nl), à Doorwerth
- Musée Airborne Hartenstein, à Oosterbeek

## Groningue

### Appingedam
- Musée de la ville d'Appingedam (Museum Stad Appingedam)
- Musée Møhlmann (nl)

### Bellingwedde
- Musée de l'art de l'aiguille (Museum voor Naaldkunst) à Wedde
- Musée de la sellerie artisanale (Ambachtelijk Zadelmakerij Museum) à Bellingwolde
- Musée du théâtre de marionnettes (Poppentheatermuseum) à Blijham
- Museum de Oude Wolden à Bellingwolde

### Borgercompagnie
- Musée Lammert Boerma

### De Marne
- Moutarderie d'Abraham (Abraham's Mosterdmakerij) à Eenrum

### Delfzijl
- Musée de l'aquarium marin de Delfzijl (nl)

### Eemsmond
- Musée en plein air Het Hoogeland (nl)

### Groningue
- GR-ID (nl), l'ancien musée du graphisme (Grafisch Museum)
- Musée néerlandais de la bande dessinée (nl)
- Musée ethnologique Gerardus van der Leeuw (nl)
- Musée des Forces alliées canadiennes (nl)
- Musée de Groningue (Groninger Museum)
- Musée d'histoire naturelle de Groningue (nl) (fermé en 2008, une partie de la collection est désormais intégrée au musée de l'Université)
- Musée maritime du nord (nl)
- Musée du tabac Niemeyer (nl) (fermé le 1er janvier 2011)
- Musée de l'université de Groningue (nl)

### Hoogezand-Sappemeer
- Musée national du bus (nl)
- Musée ferroviaire de Waterhuizen (nl) à Waterhuizen

### Leek
- Musée national des équipages (nl)

### Oldambt
- Musée de la forteresse de Nieuweschans (Vestingmuseum Nieuweschans) à Bad Nieuweschans

### Slochteren
- Fraeylemaborg (nl)
- Musée '40-'45 (Museum '40-'45) à Harkstede, anciennement dans la ville de Slochteren
- Collection internationale des chapeaux de police (Internationale Politiepetten Collectie)

### Vlagtwedde
- De Baracquen à Bourtange
- Forterese de Bourtange (Vesting Bourtange) à Bourtange
- Musée synagogal (nl) (Synagogaal Museum) à Bourtange

### Winsum
- Museum Wierdenland à Ezinge

### Zuidhorn
- Museum Sint Bernardushof, à Aduard

## Hollande-Méridionale

### Alphen-sur-le-Rhin
- Musée de la pépinière, à Boskoop

### Delft
- Cour des Princes
- Musée de l'Armée (nl)
- Musée Paul Tétar van Elven (nl)
- Musée Lambert van Meerten (nl)
- Musée Nusantara (nl)
- Porcelaine de Delft (musée de porcelaine Bleu de Delft)

### Dordrecht
- Maison Van Gijn (nl)
- Musée de Dordrecht
- Musée Twintighoeven

### Gorinchem
- Musée de Gorinchem (nl)

### Gouda
- Musée de Gouda (nl)
- Musée national de la pharmacie (nl)
- Musée de la Résistance de la Hollande-Méridionale (nl)
- Port du musée (nl)

### Hardinxveld-Giessendam
- De Koperen Knop (nl)

### La Haye
- Centre maçonnique culturel Prince-Frédéric
- Collection Mesdag (De Mesdag Collectie)
- Les Sculptures du bord de mer (Beelden aan Zee)
- Mauritshuis, Cabinet royal de peintures
- Musée d'Art de La Haye (Kunstmuseum Den Haag)
- Musée d'art contemporain (GEM Museum voor Actuele Kunst)
- Musée Bredius
- Musée de la communication (Museum voor Communicatie)
- Musée Escher
- Musée historique de La Haye (Haags Historisch Museum)
- Musée littéraire (Letterkundig Museum)
- Musée Louwman
- Musée Meermanno
- Musée de la mer de Scheveningen (Muzee Scheveningen)
- Musée du transport en commun de La Haye (Haags Openbaar Vervoer Museum)
- Museon
- Panorama Mesdag
- Porte des Prisonniers (Gevangenpoort)

### Lansingerland
- Musée historique de Bleiswijk, à Bleiswijk

### Leyde
- Centre de biodiversité Naturalis
  - Herbier national des Pays-Bas

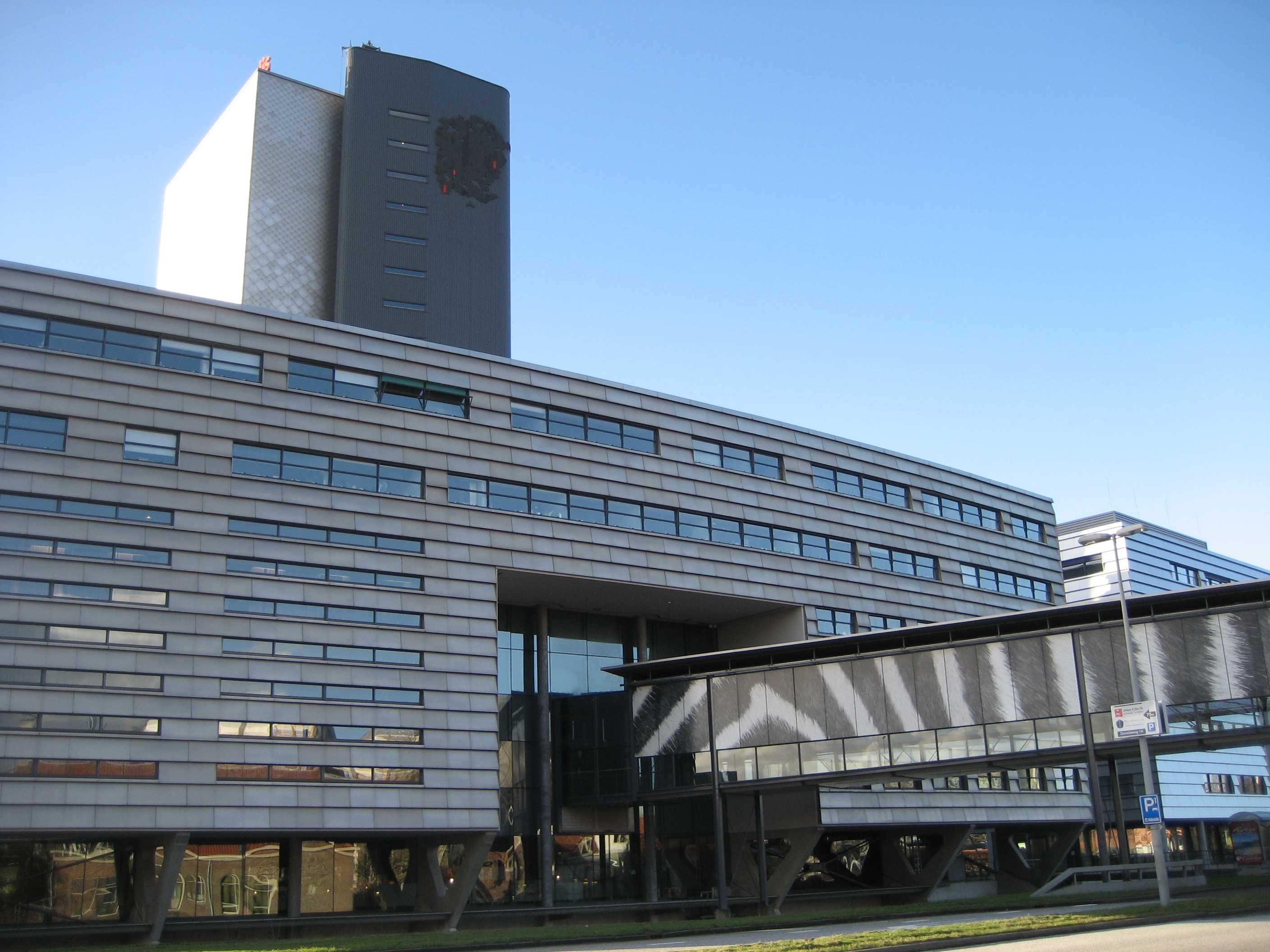
Le centre de biodiversité Naturalis.

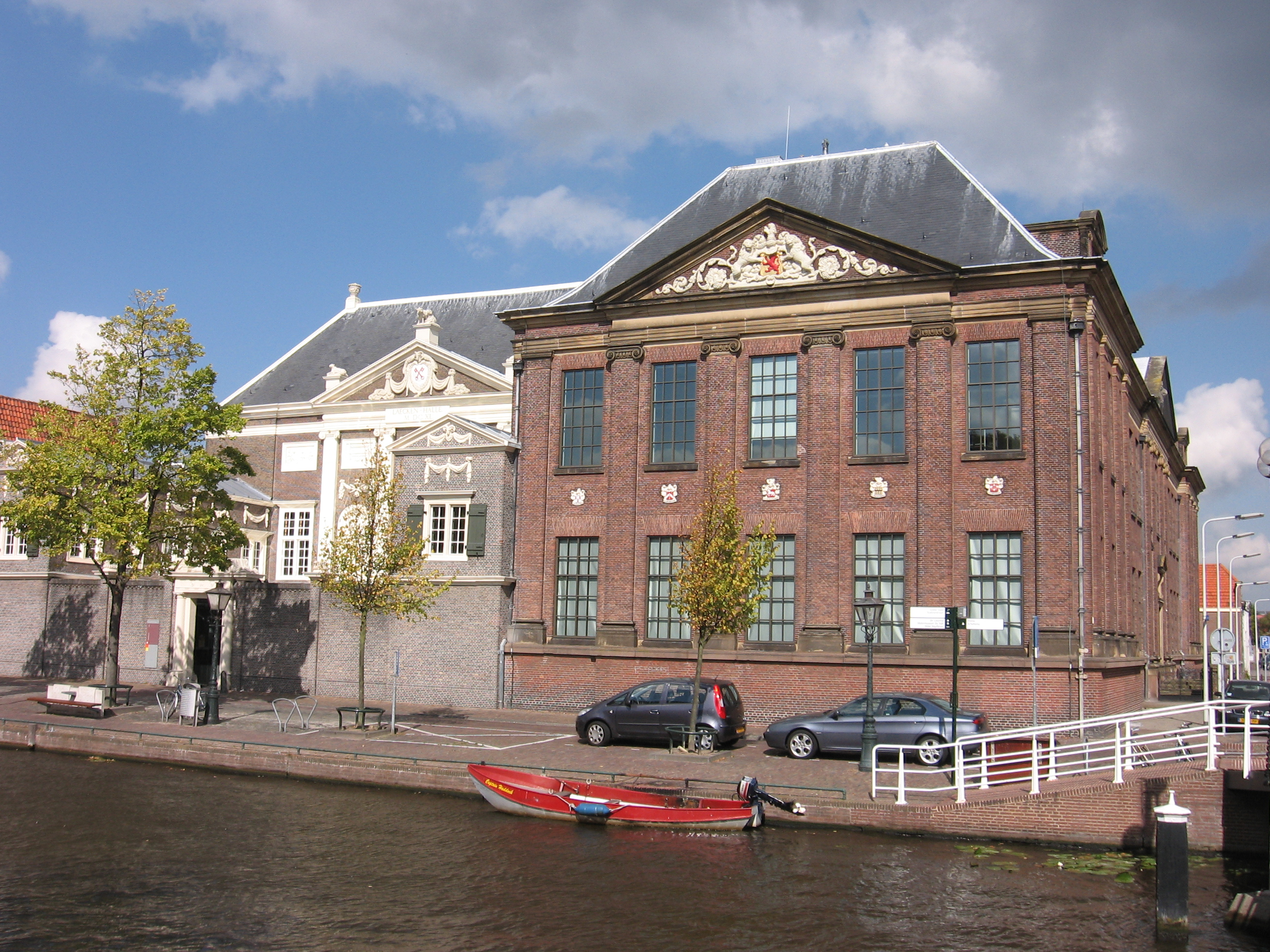
Le musée municipal de Leyde ou musée de la halle aux draps (Museum De Lakenhal).

- Musée du Japon de la maison Siebold ou Sieboldhuis
- Musée national de l'ambulance et des premiers secours (nl)
- Musée anatomique de Leyde (Anatomisch Museum Leiden)
- Musée national des antiquités
- Musée national d'ethnologie
- Musée Boerhaave
- Musée national d’histoire naturelle
- Musée municipal de Leyde
- Musée municipal du moulin « De Valk » (nl)
- Musée des pèlerins américains de Leyde (nl)
- Observatoire de Leyde
- Université de Leyde
  - Musée historique académique (Academisch Historisch Museum)
  - Hortus Botanicus Leiden (« jardin botanique de Leyde »)

### Oegstgeest
- Corpus

### Rotterdam

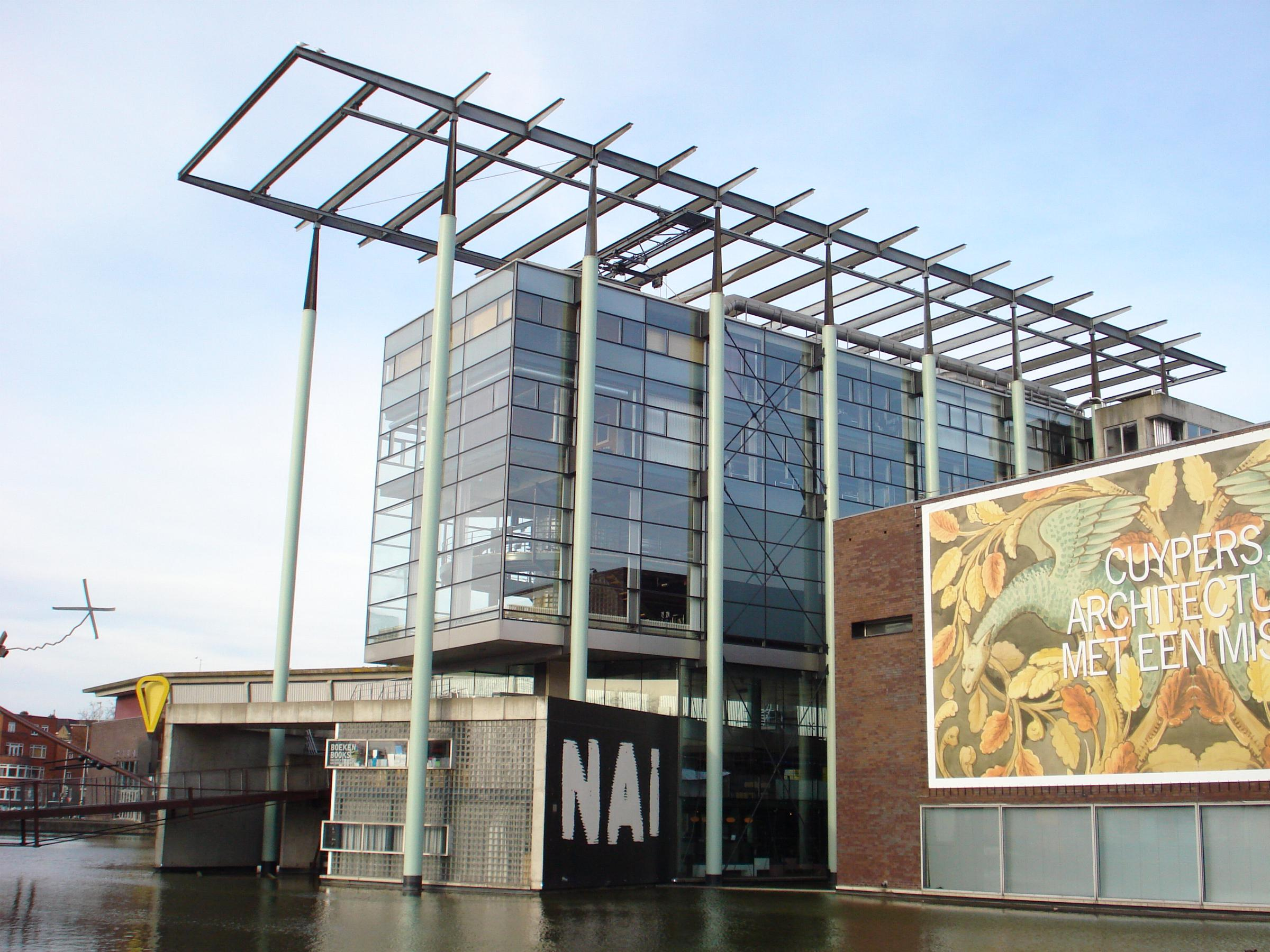
L'Institut d'architecture des Pays-Bas.

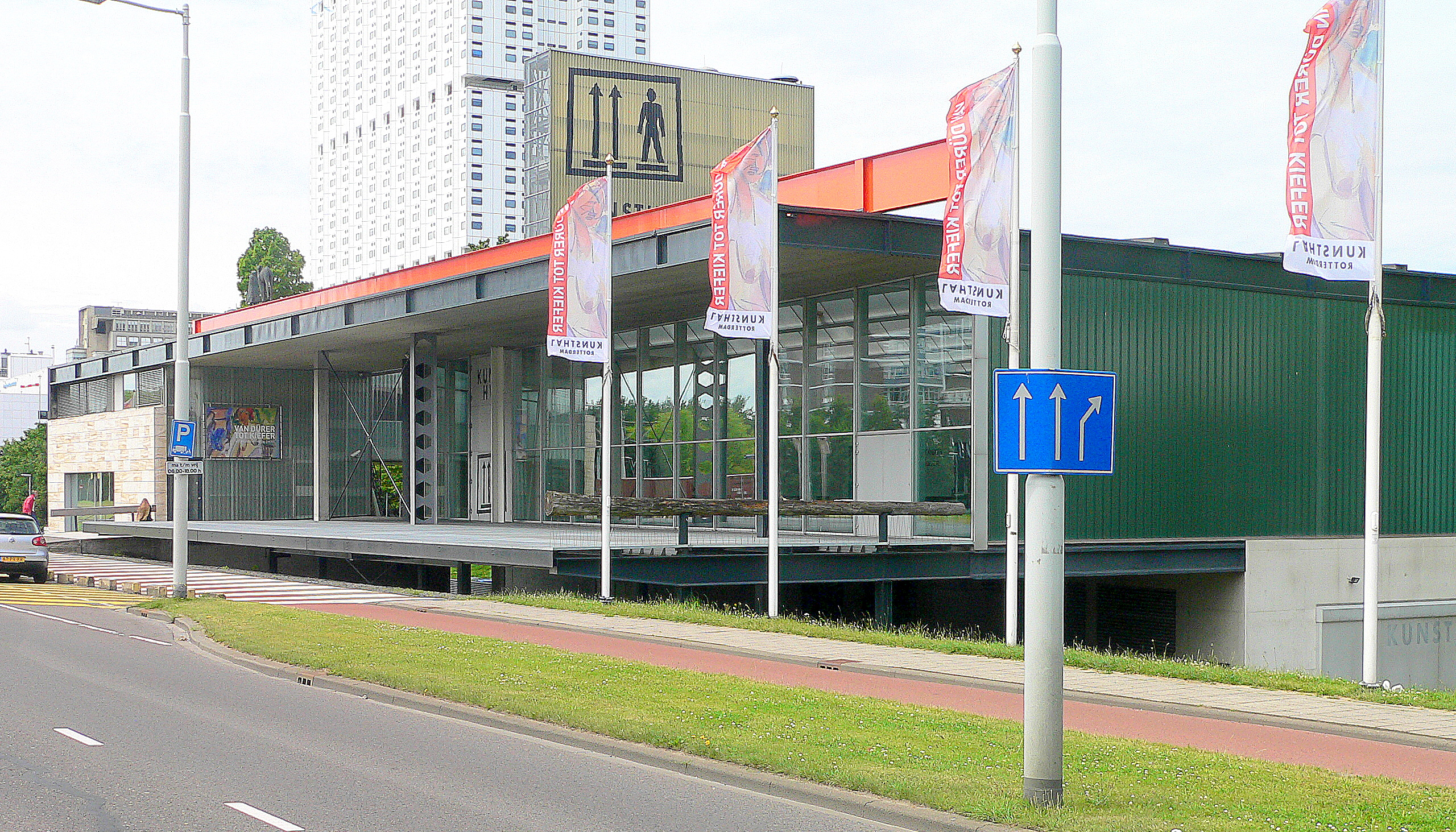
Le Kunsthal.

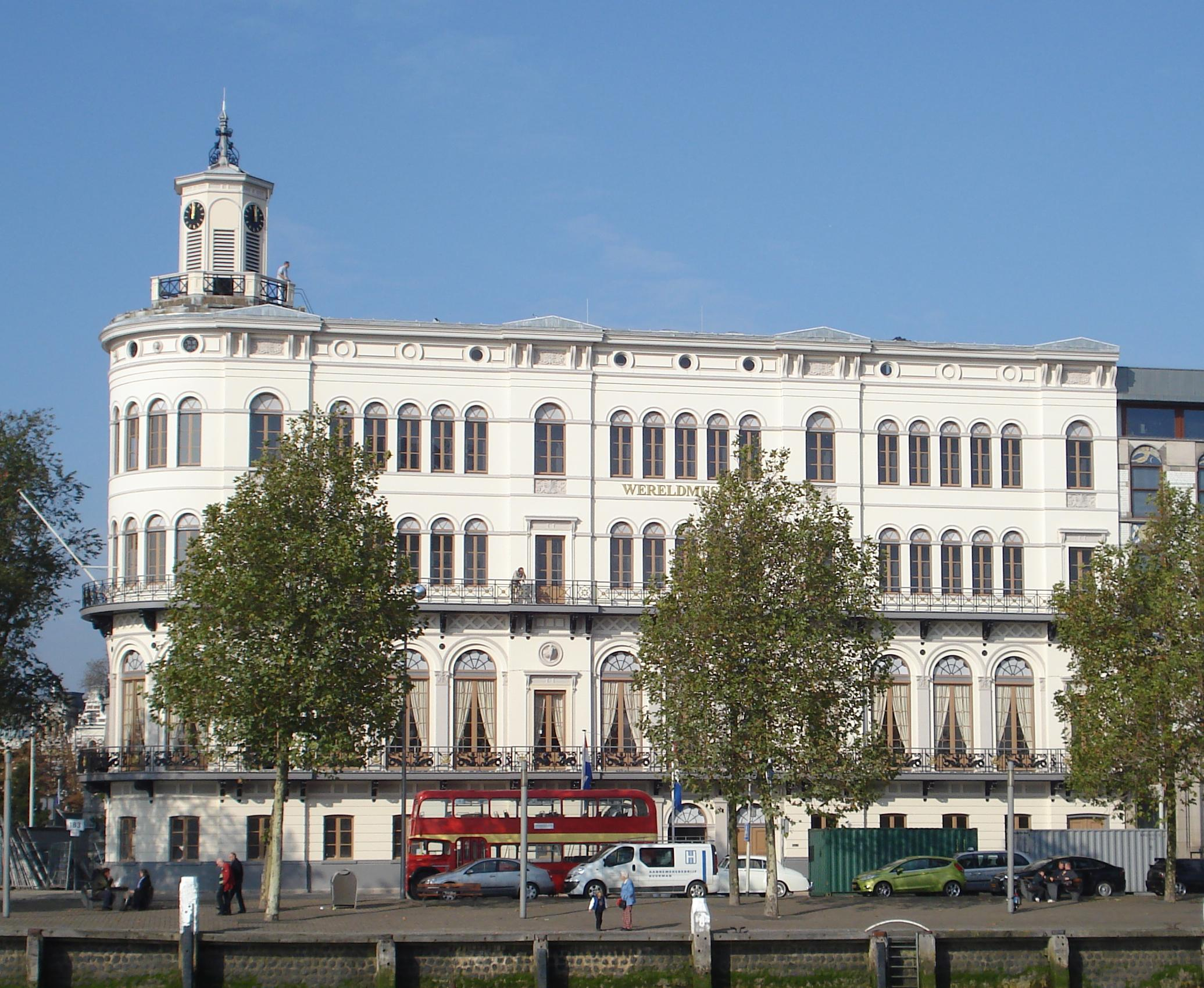
Le musée du monde.

- Centre d'art contemporain Witte de With
- Chantier naval du Delft (nl) (chantier naval historique Rotterdams Welvaren)
- Institut d'architecture des Pays-Bas
- Kunsthal (« La Salle d'art »)
- Maison Sonneveld (nl)
- Musée Boijmans Van Beuningen
- Musée Chabot
- Musée de Cralingue (Kralingsmuseum)
- Musée national de l'éducation (nl) (Nationaal Onderwijsmuseum)
- Musée d'histoire naturelle de Rotterdam
- Musée Houweling Telecom (nl)
- Musée des impôts et de la douane (nl) (Belasting & Douane Museum)
- Maison-musée du Kiefhoek (nl)
- Musée des marins (nl)
- Musée maritime de Rotterdam
- Musée du monde (Wereldmuseum)
- Musée de la photographie des Pays-Bas (Nederlands Fotomuseum)
- Musée portuaire (Havenmuseum)
- Musée de la radio (nl)
- Musée de Rotterdam, comprenant :
  - Atlas Van Stolk ;
  - De Dubbelde Palmboom (nl) ;
  - Schielandshuis
- Musée des pièces d'échecs (nl)
- Musée des trams de Rotterdam (nl)
- Parc des Musées
- Stoom Stichting Nederland (« Fondation du vapeur des Pays-Bas »)
- Trams de musée de Rotterdam (nl) (fondation RoMeO)
- Villa Zebra (nl)

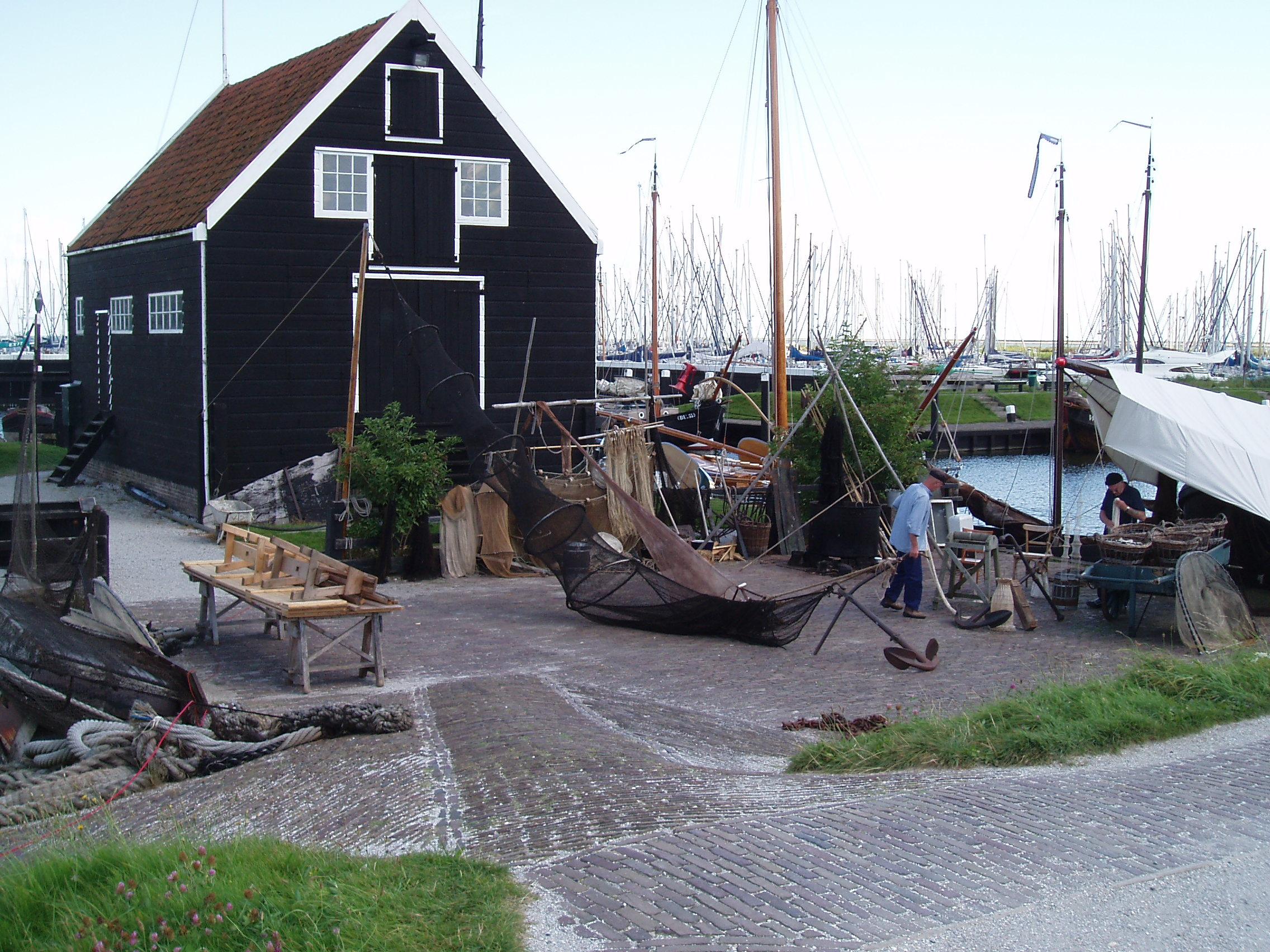
Musée du Zuiderzeemuseum à Enkhuizen

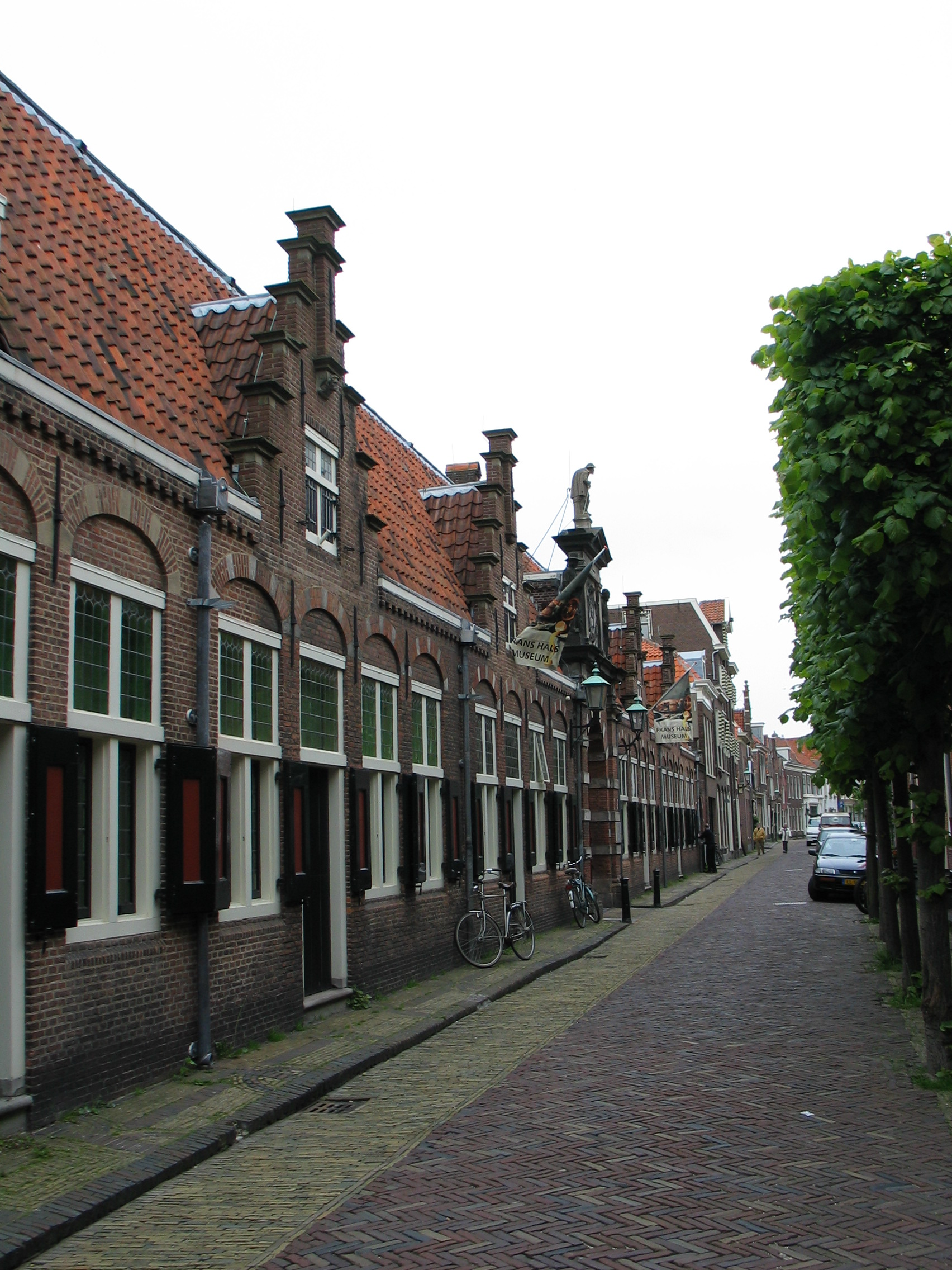
Musée Frans Hals à Haarlem

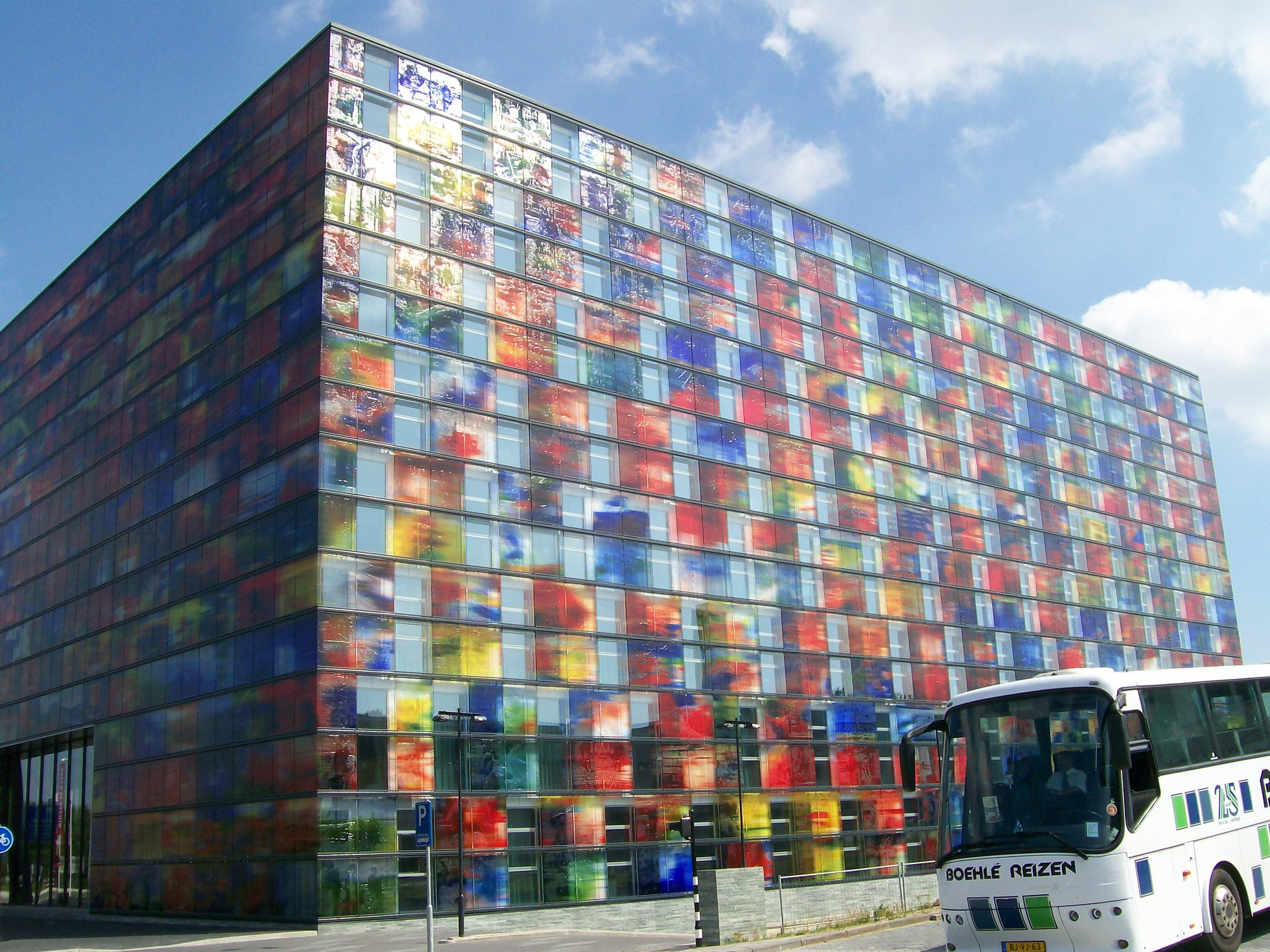
L'Institut néerlandais de l'image et du son à Hilversum

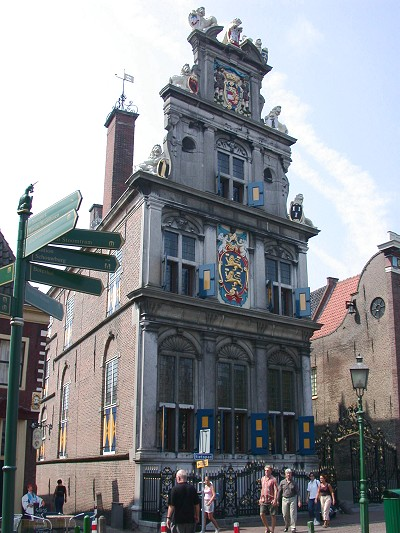
Le musée de la Frise occidentale à Hoorn

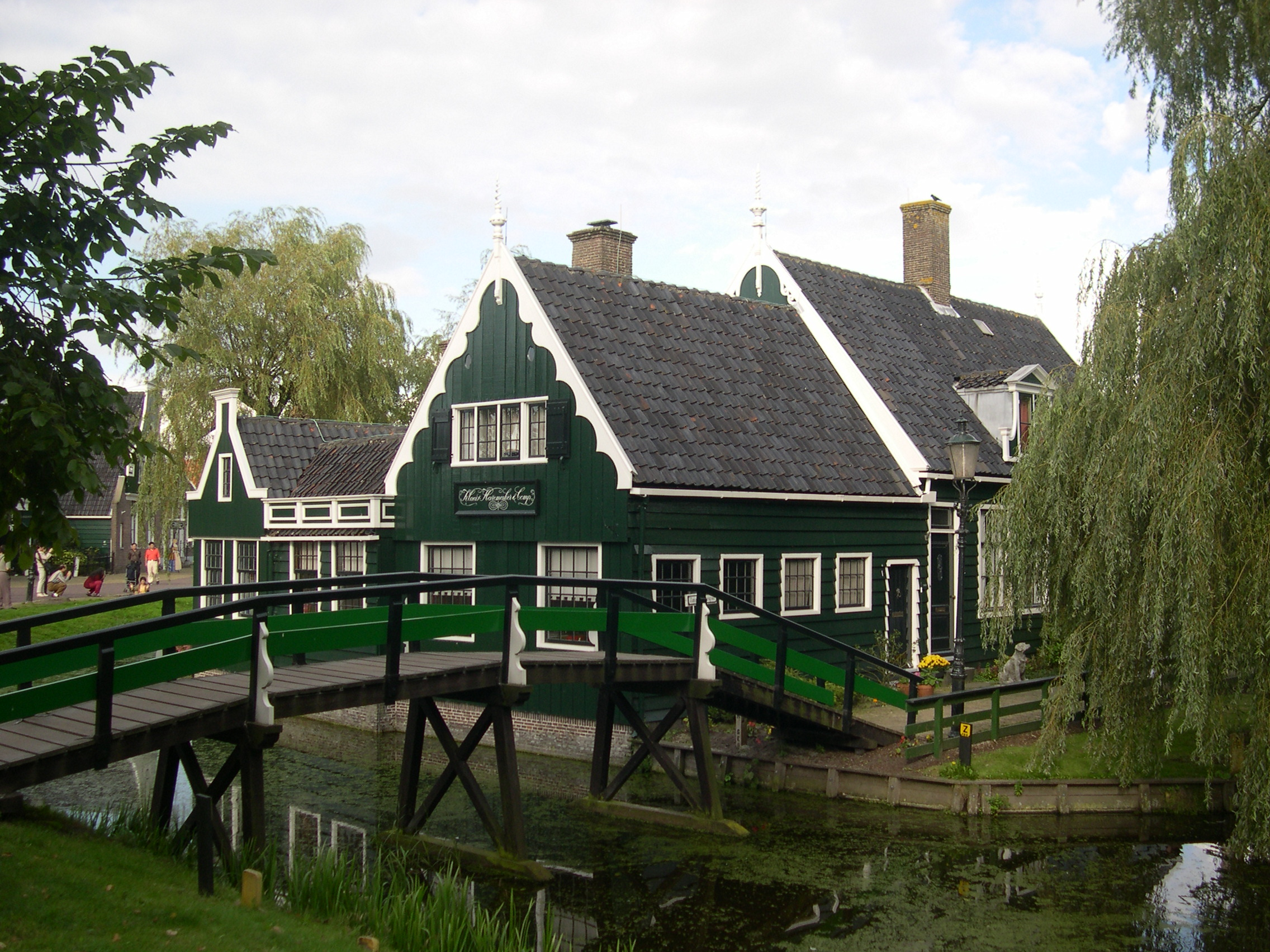
Le Zaanse Schans à Zaandam

## Hollande-Septentrionale

### Aalsmeer
- Jardin historique d'Aalsmeer (nl) (Historische Tuin Aalsmeer)

### Alkmaar
- Musée du fromage hollandais (Hollands Kaasmuseum)
- Musée national de la bière De Boom (Nationaal Biermuseum De Boom)
- Op Art Museum
- Musée municipal d'Alkmaar (nl) (Stedelijk Museum Alkmaar)
- Musée des Beatles (Beatles-museum)

### Amstelveen
- Musée Cobra d'art moderne
- Musée Jan van der Togt (nl)

### Amsterdam
- Cabinet des Chats
- Heineken Experience
- Hermitage Amsterdam
- Institut royal des Tropiques
- Madame Tussauds
- Maison Anne Frank
- Musée Allard Pierson
- Musée d'Amsterdam (Amsterdams Museum)
- Musée biblique
- Musée de l'érotisme
- Musée Geelvinck-Hinlopen
- Musée historique juif
- Musée de la maison de Rembrandt
- Musée de la photographie d'Amsterdam (FOAM)
- Musée de la résistance d'Amsterdam
- Musée des sacs Hendrikje
- Musée Van Gogh
- Musée Willet-Holthuysen
- Nederlands Filmmuseum (musée du cinéma néerlandais)
- Nederlands Scheepvaartmuseum
- Nemo
- Ons' Lieve Heer op Solder
- Rijksmuseum (« musée d'État », « musée national » ou littéralement « musée d'empire »)
- Stedelijk Museum (« musée urbain »)
- Tropenmuseum (« musée tropical »)

### Bergen
- Musée Auto-Union (nl) (Auto-Union Museum in Bergen)
- Musée Kranenburgh (nl)

### Beverwijk
- Musée de Kennemerland (nl)

### Enkhuizen
- Musée du Zuyderzee

### Haarlem
- Het Dolhuys (nl)
- Musée archéologique de Haarlem (en) (Archeologisch Museum Haarlem)
- Musée Frans Hals
- Musée géologique (nl)
- Musée historique de Haarlem (nl)
- Musée Teyler
- Musée des transports en commun NZH (nl)
- Museum De Hallen

### Haarlemmermeer
- Musée De Cruquius, à Cruquius

### Le Helder
- Musée national des embarcations de sauvetage Dorus Rijkers (nl)
- Musée de la marine (Marinemuseum)

### Hilversum
- Institut néerlandais de l'image et du son
- Musée d'Hilversum (nl)

### Hoorn
- Musée de la Frise occidentale (nl)
- Musée Hoorn-Medemblik
- Musée de la mer et du port d'IJmuiden (en) (port d'IJmuiden)

### Laren
- Musée Singer (nl)

### Medemblik
- Château Radboud
- De Oude Bakkerij (nl) (« L'Ancienne Boulangerie »)
- Musée néerlandais de la machine à vapeur (nl)

### Naarden
- Musée néerlandais de la forteresse (nl)

### Opmeer
- Musée Scheringa d'art réaliste (nl), à Spanbroek, fermé en 2009

### Purmerend
- Musée de Purmerend (nl)

### Zaandam
- Maison du Tsar Pierre (nl)
- Musée Zaans
- Zaanse Schans

## Limbourg

### Fauquemont-sur-Gueule
- Musée régional de Fauquemont (Streekmuseum Land van Valkenburg)

### Heerlen
- Musée des thermes (nl)

### Maastricht
- Brasserie à vapeur De Keyzer
- Centre Céramique
- NAi Maastricht/Bureau Europa, depuis avril 2009 Bureau Europa
- Musée des Bons-Enfants
- Musée de l'imprimerie historique (Museum De Historische Drukkerij, « Musée L'imprimerie historique »)
- Musée d'histoire naturelle (nl)
- Musée Saint-Pierre (nl)
- Musée au Vrijthof
- Musée Schuilen in Maastricht (« Abriter à Maastricht »)
- Trésor de la basilique Notre-Dame (nl)
- Trésor de la basilique Saint-Servais (nl)

### Ruremonde
- ECI Cultuurfabriek (nl)
- Maison Cuypers (nl)
- Maison de l'histoire de Ruremonde (nl)

### Stein
- Musée archéologique de Stein (nl)

### Vaals
- Musée de Vaals (nl)

### Venlo
- Atelier graphique La République française (nl)
- Centre de science Ithaka (en)
- Musée du cylindre de cire au DVD (nl)
- Musée Goltzius (nl)
- Musée Jan Klaassens (nl)
- Musée du Limbourg (nl)
- Musée de la mission (nl)
- Musée de la police de Venlo (nl)
- Musée Van Bommel-Van Dam (nl)

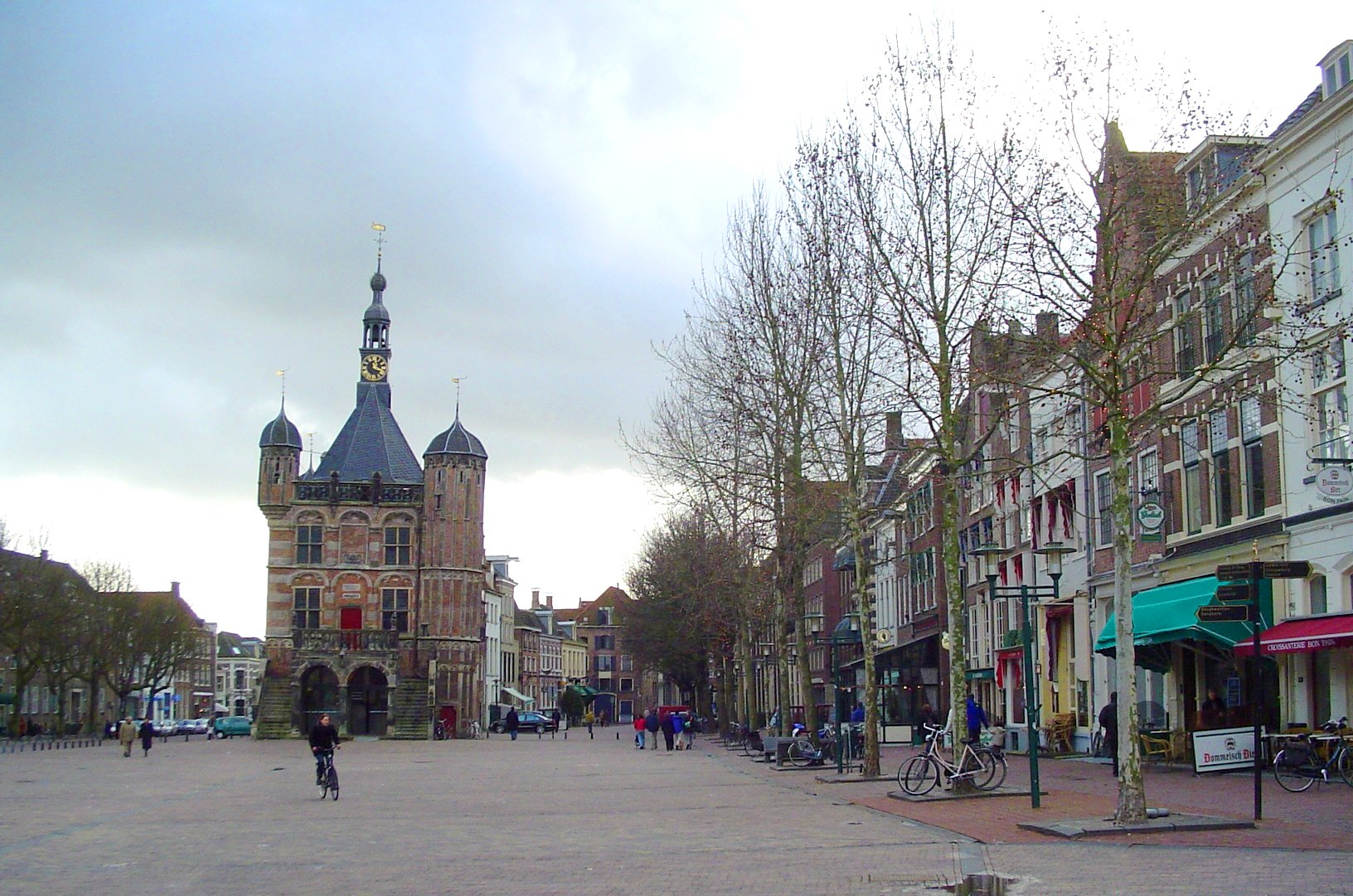
Le musée historique de Deventer

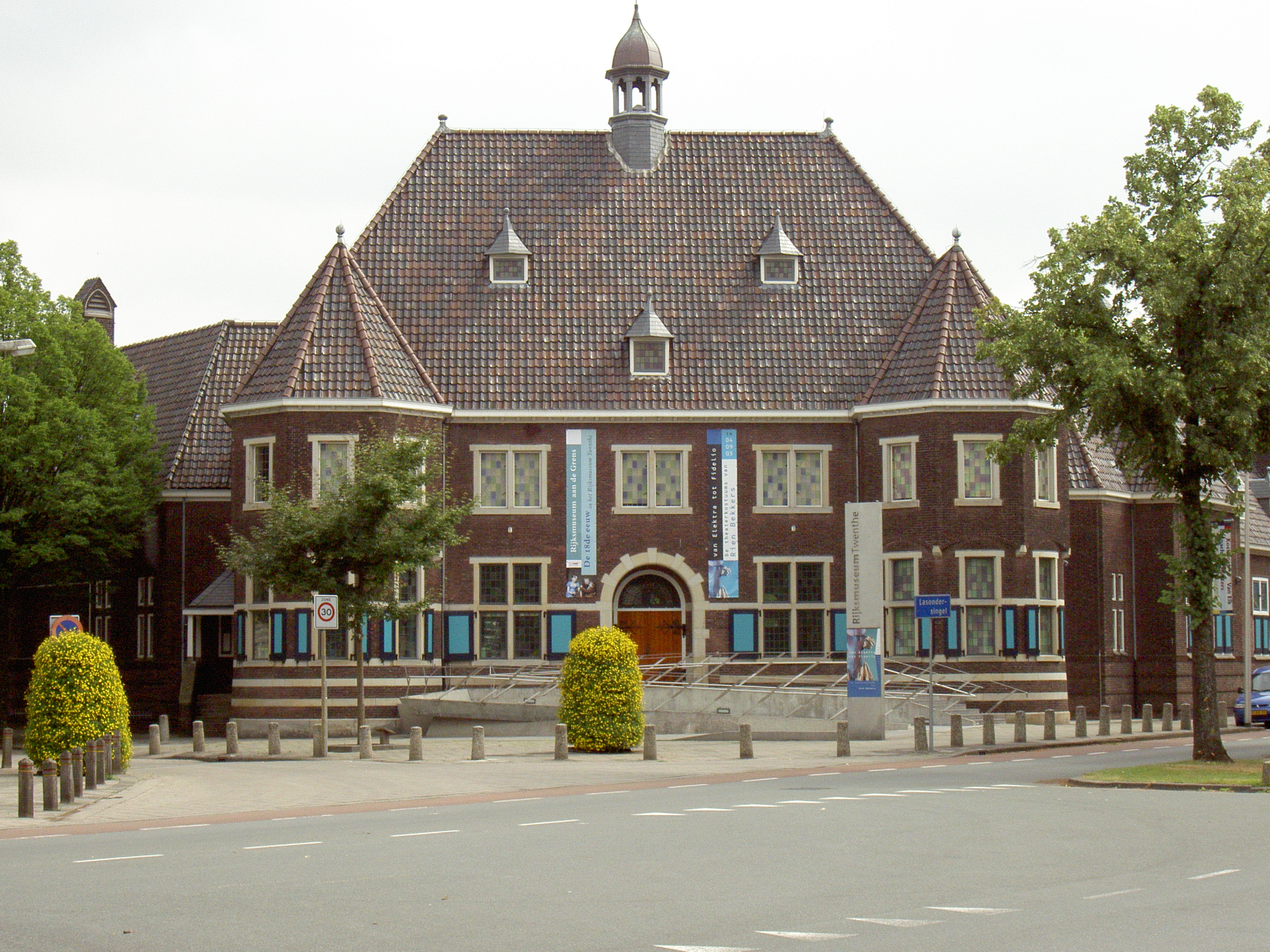
Le musée de la Twente à Enschede

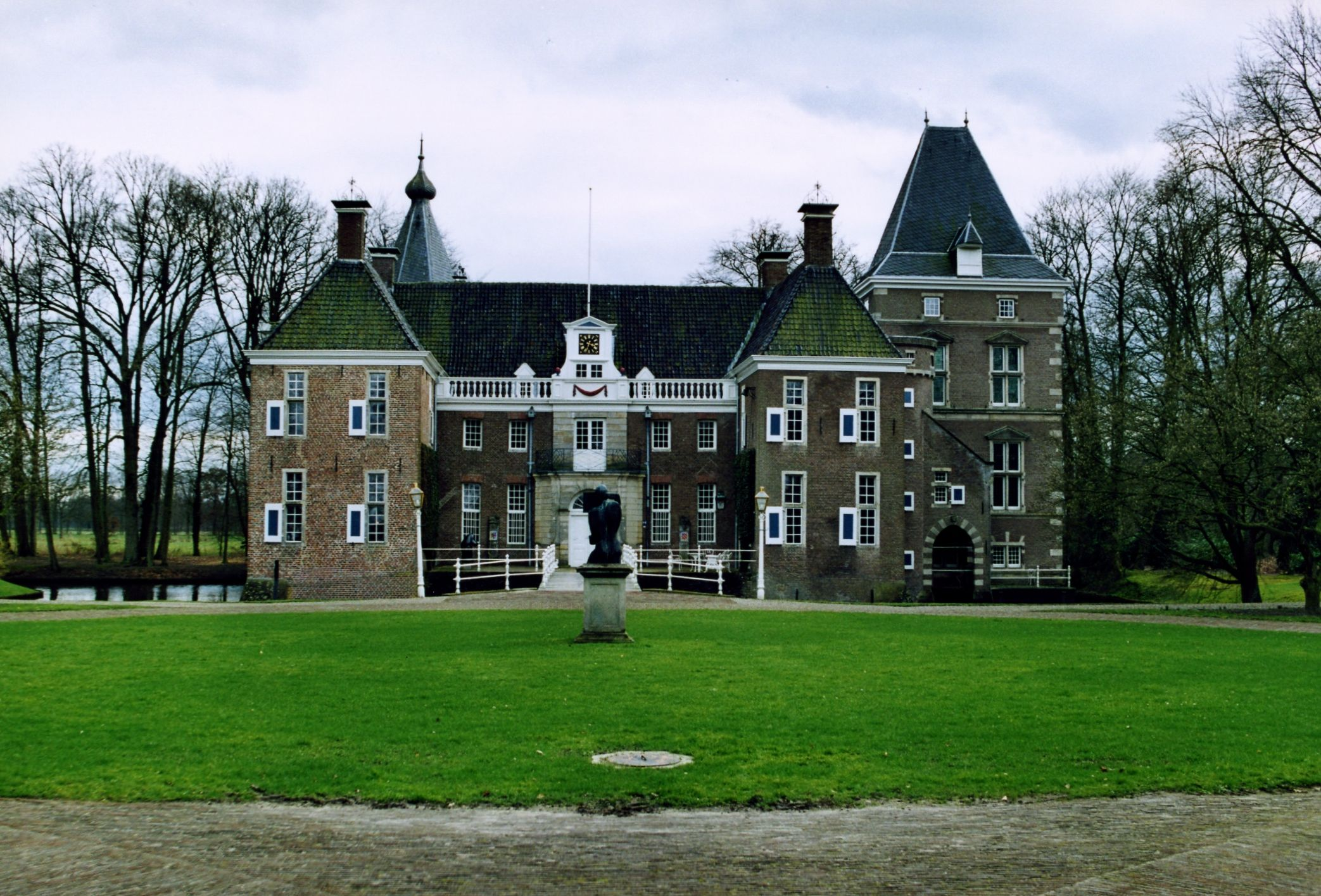
Het Nijenhuis à Heilo

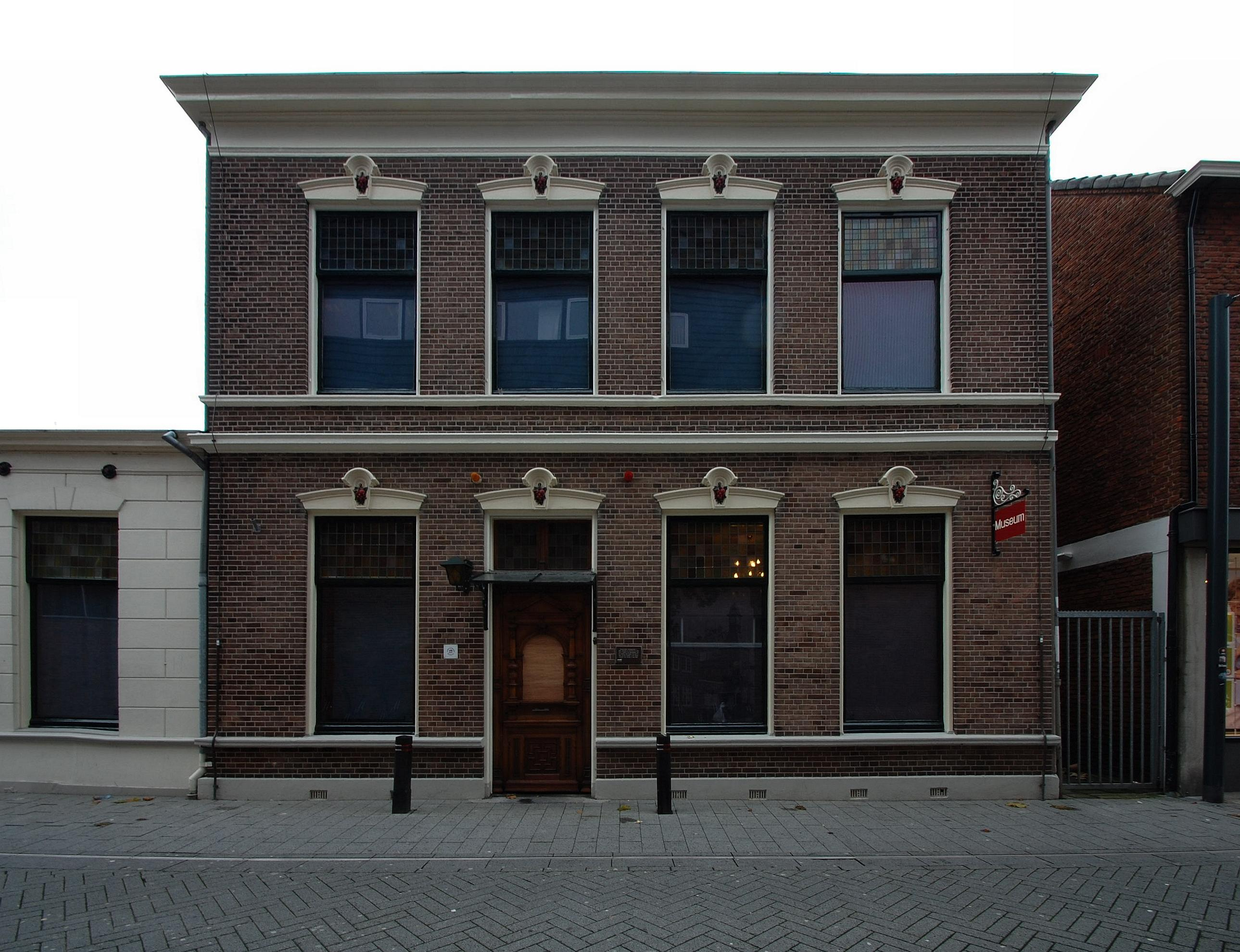
Le musée historique de Hengelo

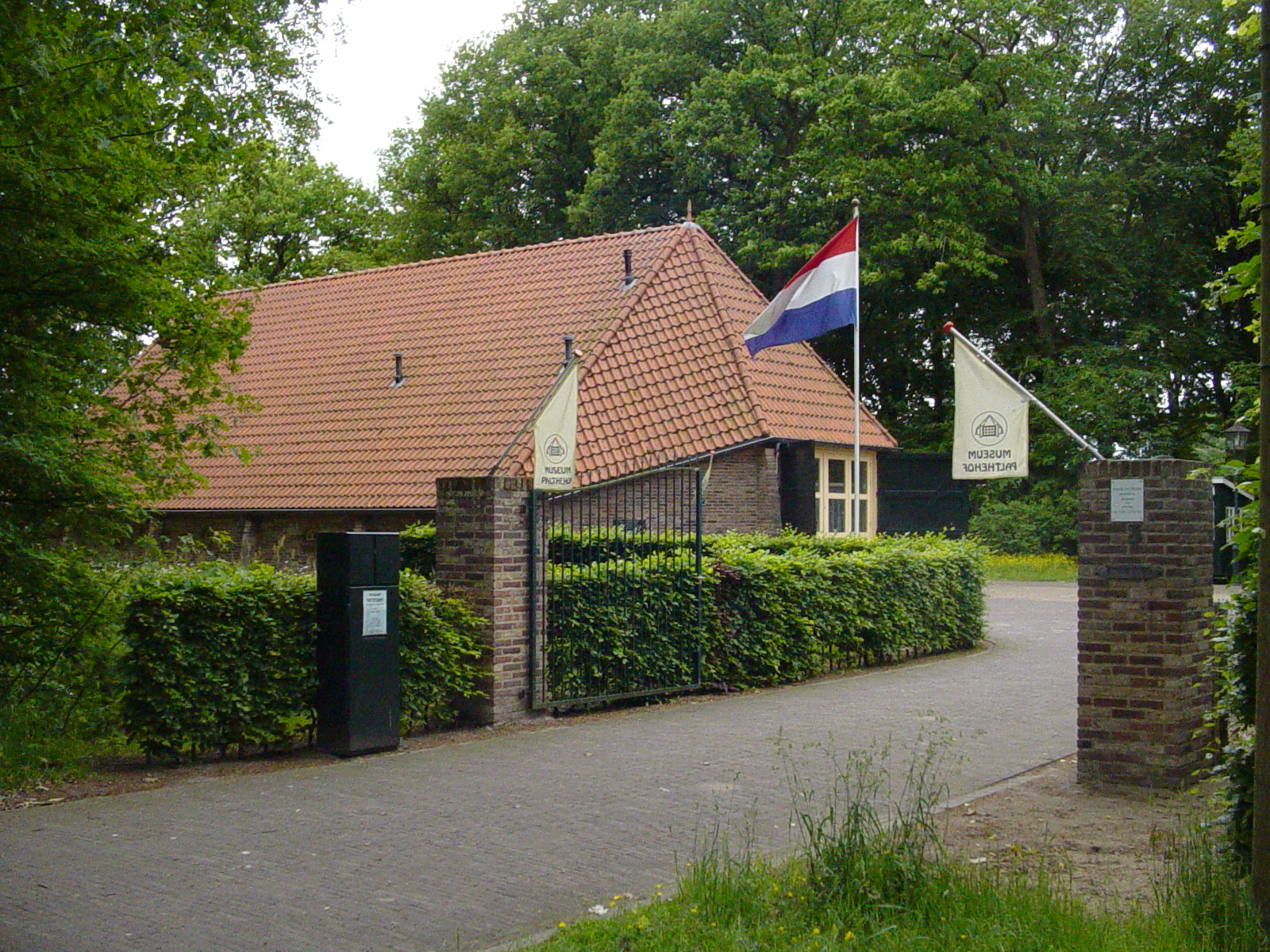
Palthehof à Nieuwleusen

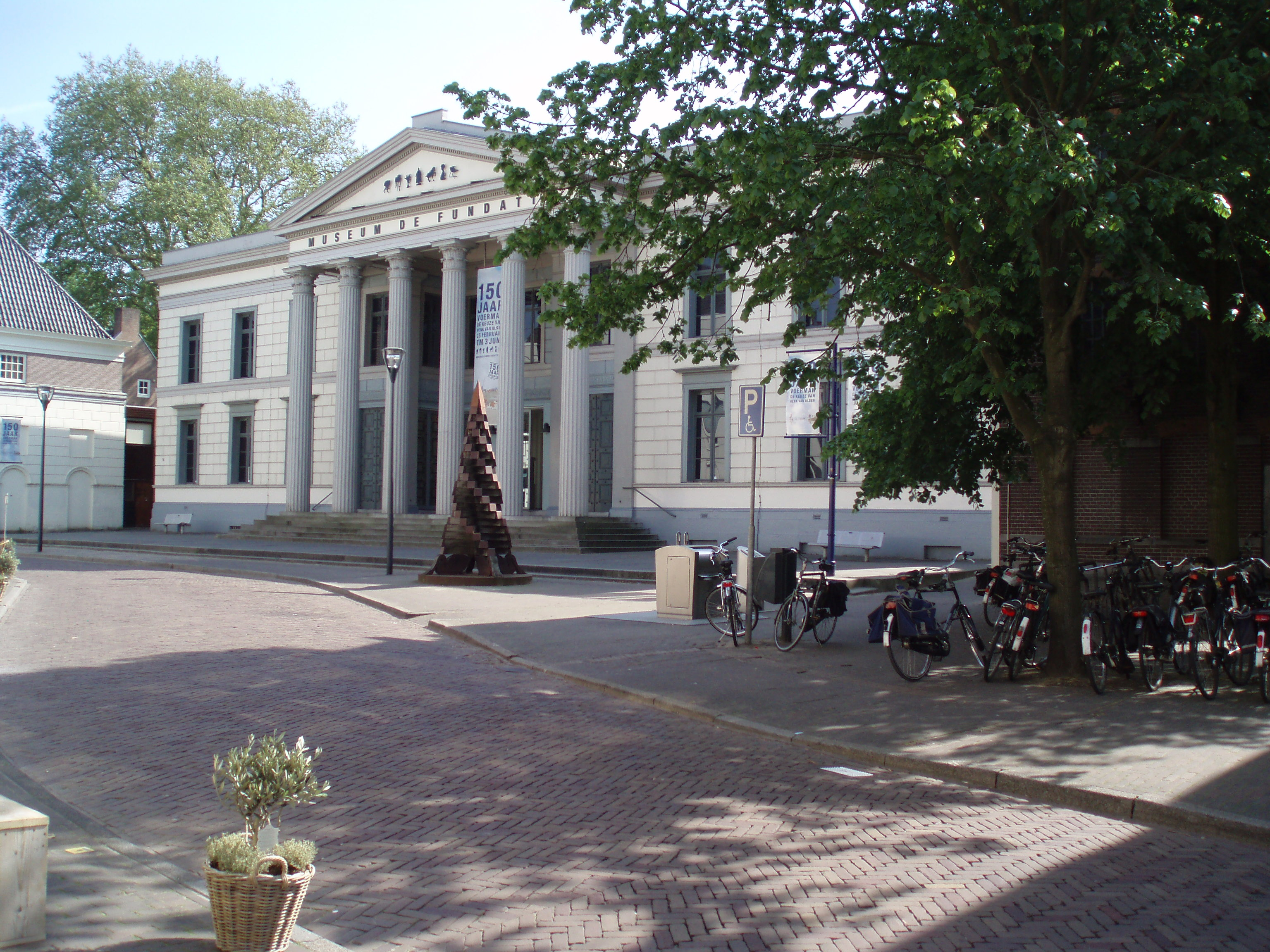
Le musée De Fundatie à Zwolle

### Weert
- Musée communal de Weert (nl)

## Overijssel

### Almelo
- Musée de la ville d'Almelo (Stadsmuseum Almelo)

### Dalfsen
- Musée Palthehof (nl), à Nieuwleusen

### Denekamp
- Natura Docet Wonderryck Twente (nl), auparavant Natura Docet

### Deventer
- Musée historique de Deventer (nl)
- Musée des jouets de Deventer (nl)

### Dinkelland
- Educatorium, à Ootmarsum

### Enschede
- Musée de la Twente (nl)
- TwentseWelle (nl)

### Haaksbergen
- Musée Buurtspoorweg

### Hardenberg
- HistorieKamer Hardenberg

### Hellendoorn
- Gerrit Valk's Bakkerij- en IJsmuseum
- Musée de la forge (Smederijmuseum)

### Hengelo
- Musée historique de Hengelo (nl)
- Musée de technologie HEIM

### Hof van Twente
- Museumboerderij Wende Zoele, à Ambt Delden
- Musée du sel (nl), à Delden

### Kampen
- Musée des icônes de Kampen (Ikonenmuseum Kampen)
- Musée municipal de Kampen (nl)

### Oldenzaal
- Musée Palthehuis (nl)

### Olst-Wijhe
- Château Het Nijenhuis (nl) à Heino et le Palais au Blijmarkt à Zwolle forment ensemble le musée De Fundatie (nl). La Nijenhuis se trouve sur le territoire de la Olst-Wijhe.

### Rijssen-Holten
- Natuurdiorama Holterberg (nl), à Holten

### Steenwijkerland
- Het Gildenhuys, à Blokzijl
- 't Olde Maat Uus, à Giethoorn
- Musée De Oude Aarde, à Giethoorn

### Twenterand
- Musée historique de Vriezenveen (nl), à Vriezenveen

### Wierden
- Klompen- en Zompenmuseum, à Enter
- Oudheidkamer Buisjan, à Enter

### Zwartewaterland
- Musée du tapis (Tapijtmuseum), à Genemuiden

### Zwolle
- Musée De Fundatie (nl)
- Musée municipal de Zwolle (nl)
- Games en Computers

## Utrecht

### Amersfoort
- De Zonnehof (nl)
- Kunsthal KAdE (nl)
- Maison Mondrian (nl)
- Musée Armando (nl)
- Musée de la cavalerie (nl)
- Musée Flehite (nl)

### Soest
- Musée de l'aviation militaire (nl), à Soesterberg

### Stichtse Vecht
- Musée de la droguerie des Pays-Bas (nl), à Maarssen
- Musée de la région de Vecht (nl), à Maarssen

### Utrecht
- Musée de l'argent (nl) (fermé le 1er novembre 2013)
- Musée d'art aborigène contemporain (nl)[1] (AAMU, Musée de l'art aborigène australien)
- Musée Betje Boerhave (nl)
- Musée central (Centraal Museum, musée de l'histoire de la ville et de l'art)
  - Maison Dick Bruna (nl)
  - Maison Schröder de Rietveld
- Musée des chemins de fer
- Musée du couvent Sainte-Catherine (musée de la culture chrétienne des Pays-Bas)
- Musée de l'horloge musicale (Museum Speelklok, musée d'instruments musicaux automatiques)
- Musée des Moluques (nl) (musée sur le patrimoine de la communauté moluquoise)
- Musée du quartier populaire des Pays-Bas (nl) (musée sur l'histoire du quartier populaire aux Pays-Bas)
- Musée de l'université (nl)
- Musée de Zuilen (nl)
- Observatoire de Sonnenborgh

## Zélande

### Borsele
- Musée de la libération de Zélande (nl), à Nieuwdorp

### Flessingue
- Het Arsenaal
- Musée maritime de Zélande (nl) (muZEEum)
- Reptielenzoo Iguana

### Goes
- Musée historique De Bevelanden

### Kapelle
- Musée de la culture fruitière (nl)

### Middelbourg
- Musée de la Zélande

### Neeltje Jans
- Deltapark Neeltje Jans

### Veere
- Musée Marie Tak van Poortvliet (nl), à Dombourg
- Musée de la soie (nl), à Meliskerke
- Terra Maris (nl) à Oostkapelle

## Pays-Bas caribéens

### Bonaire

#### Kralendijk
- Musée Belua
- Musée de Bonaire
- Musée du fort Orange
- Musée du parc national de Washington-Slagbaai
- Musée en plein air Tanki Maraka

#### Rincon
- Musée Kas Krioyo
- Musée Mangasina di Rey

### Saint-Eustache
- Musée Berkel's Family
- Musée Simon Doncker
- Musée de la Fondation historique de Saint-Eustache

### Saba

#### The Bottom
- Musée Major Osman Ralph Simmons

#### Windwardside
- Musée Harry L. Johnson
- Musée néerlandais de Saba